# Revolutie van de Waardigheid
De Revolutie van de Waardigheid (Oekraïens: Революція гідності, geromaniseerd: Revoljoetsija hidnosti), ook bekend als de Majdanrevolutie, vond aansluitend op de Euromaidan-protesten plaats, in februari 2014, toen dodelijke confrontaties tussen demonstranten en binnenlandse troepen in de Oekraïense hoofdstad Kiev resulteerden in de afzetting van de gekozen president Viktor Janoekovytsj en de omverwerping van de Oekraïense regering.
In november 2013 brak er een golf van grootschalige protesten uit als reactie op het plotselinge besluit van president Janoekovytsj om de associatieovereenkomst tussen de Europese Unie en Oekraïne in heroverweging te nemen, terwijl in februari van dat jaar de Verchovna Rada (het Oekraïense parlement) met een overweldigende meerderheid voor een overeenkomst met de Europese Unie (EU) had gestemd. In plaats daarvan neigde Janoekovytsj naar nauwere banden met Rusland, dat Oekraïne onder druk zette om de EU-deal te weigeren, en lid te worden van de Euraziatische Economische Unie (EEU). De pro-westerse protesten duurden maanden en hun reikwijdte werd steeds groter, met oproepen tot het aftreden van Janoekovytsj en de regering van Mykola Azarov. De door het parlement ingevoerde repressieve anti-protestwetten wakkerden nog meer woede aan. De aanvankelijk vreedzame demonstraties werden steeds gewelddadiger en op 22 januari vielen er vier doden bij hevige confrontaties tussen betogers en de politie in de Hrushevsky-straat. Demonstranten bezetten overheidsgebouwen in het hele land. Een groot, gebarricadeerd protestkamp bezette het Majdan Nezalezjnosti (Onafhankelijkheidsplein) in het centrum van Kiev. Medio februari werd een amnestie-overeenkomst gesloten met de demonstranten waarin hen en degenen die al eerder waren vastgezet, strafrechtelijke vervolging zou worden bespaard in ruil voor het verlaten van bezette gebouwen. De demonstranten ontruimden op 16 februari alle bezette gebouwen van de regionale staatsadministratie.
Op 18 februari trokken zo'n 20.000 demonstranten en activisten met schilden en helmen naar de Verchovna Rada met de eis dat de door Janoekovytsj gewijzigde grondwet uit 2004 werd hersteld, waarbij ze werden beschoten door de Berkoet en politiesluipschutters. De betogers protesteerden ook tegen de wijdverbreide corruptie en het machtsmisbruik door de overheid, de invloed van oligarchen, het politiegeweld en de schending van de mensenrechten in Oekraïne. De protesten groeiden uit tot een revolutie, de dodelijkste confrontaties, op 18 en 20 februari, werden gezien als de meest gewelddadige sinds de onafhankelijkheid van Oekraïne en leidden tot de dood van 103 demonstranten en 13 politieagenten, en de verwonding van vele anderen.
Op 21 februari werd een overeenkomst ondertekend tussen president Janoekovytsj en de leiders van de parlementaire oppositie waarin werd opgeroepen tot de vorming van een interim-regering, constitutionele hervormingen en vervroegde verkiezingen. De volgende dag trok de politie zich terug uit het centrum van Kiev, dat onder effectieve controle van de demonstranten kwam. Janoekovytsj ontvluchtte de stad en daarna het land. Diezelfde dag stemde het Oekraïense parlement voor het verwijderen van Janoekovytsj met 328 tegen 0 (72,8% van de 450 parlementsleden). Dit was niet het grondwettelijk vereiste aantal stemmen, voor het verwijderen van een zittende president is volgens de grondwet 75% van de stemmen nodig. Janoekovytsj beweerde daarom dat deze stemming illegaal was en mogelijk gedwongen, en vroeg Rusland om hulp. Rusland beschouwde de omverwerping van Janoekovytsj als een illegale staatsgreep en erkende de interim-regering niet. Grondwettelijk gezien waren daar twee redenen voor: de grondwettelijk vereiste kamermeerderheid voor het afzetten van de president werd niet gehaald en als deze wel gehaald wordt, moet de president vervangen worden door de kamervoorzitter. Wijdverbreide protesten, zowel voor als tegen de revolutie, vonden plaats in Oost- en Zuid-Oekraïne, waar Janoekovytsj eerder bij de presidentsverkiezingen van 2010 sterke steun kreeg. De protesten escaleerden, wat resulteerde in een Russische militaire interventie, de annexatie van de Krim door Rusland en de oprichting van de zelfverklaarde volksrepublieken Donetsk en Loegansk, wat leidde tot de Oorlog in Oost-Oekraïne.
De interim-regering, geleid door Arseni Jatsenjoek, ondertekende uiteindelijk de associatieovereenkomst tussen de Europese Unie en Oekraïne en ontbond de Berkoet. Petro Porosjenko werd president na een overwinning bij de presidentsverkiezingen van 2014 (54,7% van de uitgebrachte stemmen in de eerste ronde). De nieuwe regering herstelde de amendementen op de Oekraïense grondwet uit 2004 die controversieel waren ingetrokken als ongrondwettelijk door Janoekovytsj in 2010, en startte een grootschalige zuivering van ambtenaren in verband met het omvergeworpen regime. Er volgde een wijdverbreide decommunisatie van het land.

## Overzicht

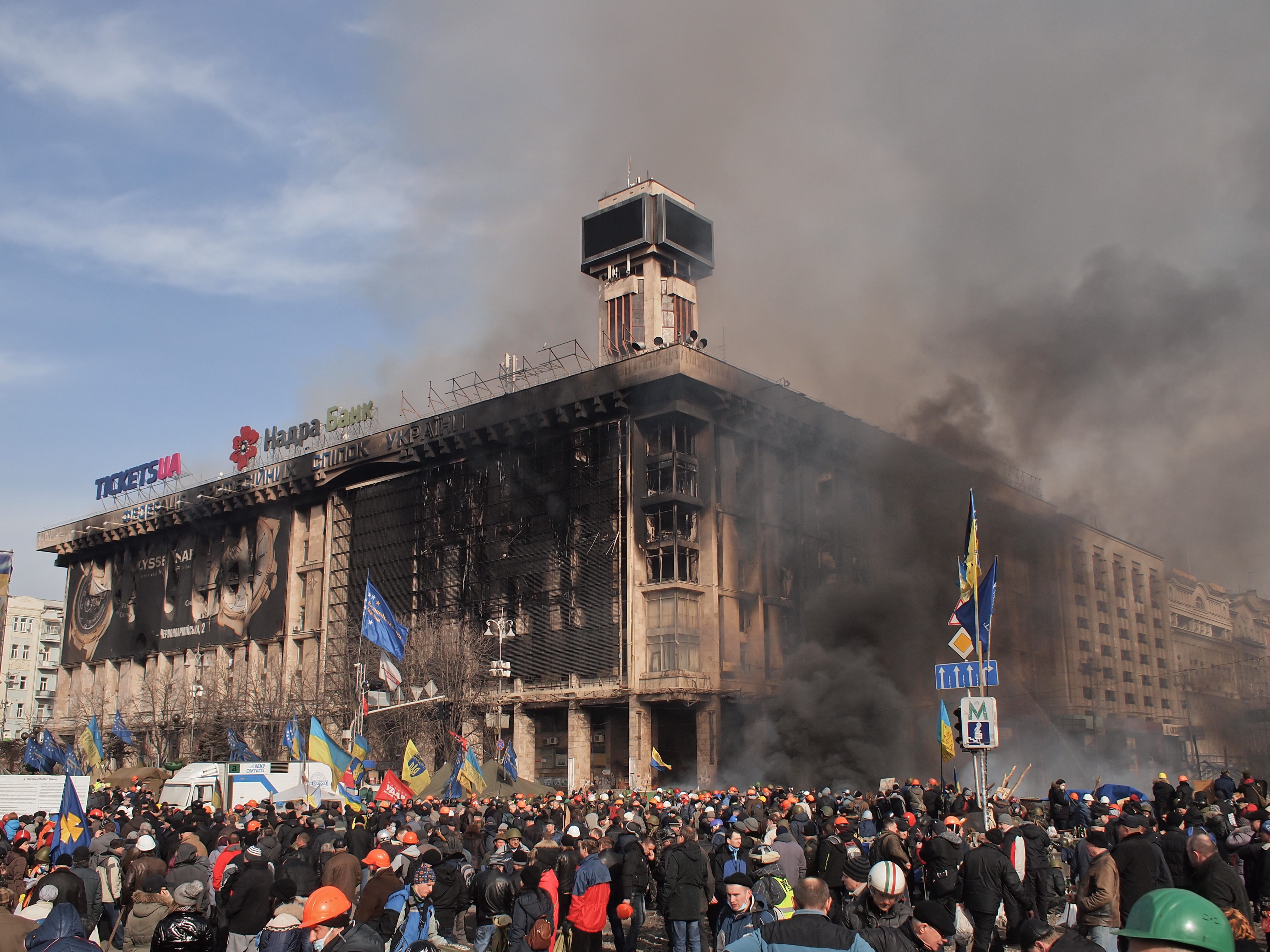
Verbranding van het hoofdkantoor van Euromaidan in het vakbondsgebouw.

Aan een periode van relatieve rust tijdens de voortdurende pro-westerse Euromaidan-protesten in Kiev kwam abrupt een einde op 18 februari 2014, toen demonstranten en politie slaags raakten. De daarop volgende dagen werden minstens 82 mensen gedood, onder wie 13 politieagenten; meer dan 1.100 mensen raakten gewond.
Op 18 februari trokken zo'n 20.000 Euromaidan-demonstranten naar de Verchovna Rada (Oekraïense parlement) om de grondwet uit 2004, die kort nadat Janoekovytsj in 2010 tot president was gekozen door het Grondwettelijk Hof van Oekraïne was ingetrokken, te herstellen. De politie versperde hun de weg. De confrontatie werd gewelddadig; de BBC, die correspondenten citeerde, meldde dat de partijen elkaar de schuld gaven. De politie vuurde wapens af met zowel rubberen kogels als later echte munitie (inclusief automatische wapens en sluipschuttersgeweren), terwijl ze ook traangas en flitsgranaten gebruikten in een poging duizenden demonstranten af te weren. De demonstranten vochten met ruwe wapens (zoals grote stenen en knuppels), vuurwapens en geïmproviseerde explosieven (molotovcocktails), en braken in op het hoofdkwartier van de Partij van de Regio's. Politieagenten bestormden het belangrijkste protestkamp op Majdan Nezalezjnosti en veroverden delen van het plein. Het Vakbondsgebouw, dat dienst deed als hoofdkwartier van Euromaidan, werd afgebrand. Politieke commentatoren suggereerden dat Oekraïne op de rand van een burgeroorlog stond. Sommige gebieden, waaronder de oblast Lviv, verklaarden zich politiek onafhankelijk van de centrale regering. Vanaf 18 februari bezetten Euromaidan-activisten gebouwen van de regionale staatsadministratie (RSA) in verschillende oblasten (provincies).

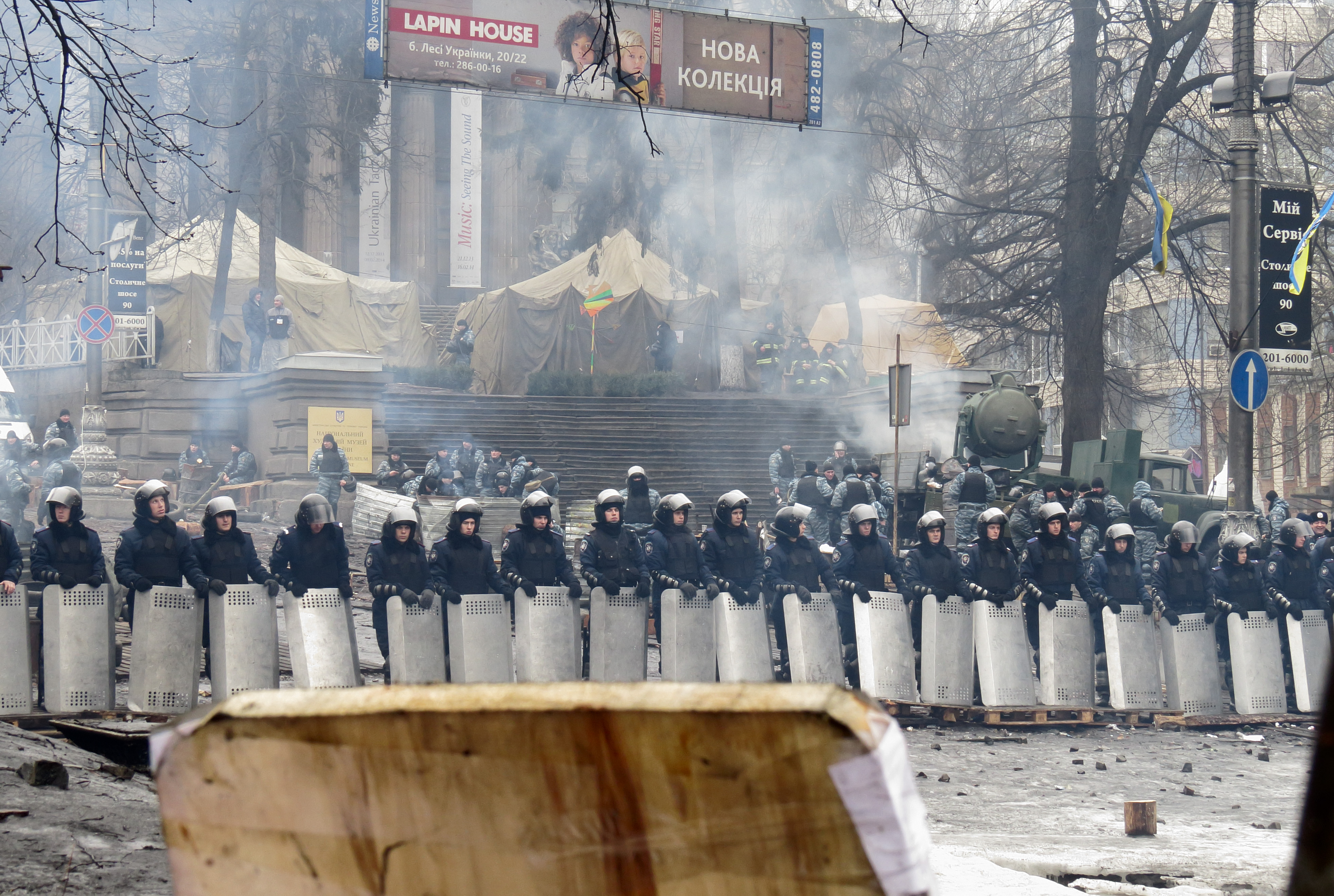
Een rij oproerpolitie in Kiev op 12 februari.

Op 19 februari werden er door de autoriteiten politiecontroles ingesteld, beperkingen op het openbaar vervoer en schoolsluitingen ingesteld in Kiev, wat de media de facto de noodtoestand noemden.
Op 20 februari kondigde minister van Binnenlandse Zaken Vitalij Zachartsjenko aan dat hij een decreet had ondertekend dat toestemming verleende voor het gebruik van echte munitie in plaats van rubberkogels tegen demonstranten. Centraal-Kiev zag het ergste geweld tot nu toe, en het dodental in 48 uur van botsingen steeg tot minstens 77. Als reactie hierop kondigde de voorzitter van het Oekraïense parlement Volodymyr Rybak, de volgende dag aan dat hij een parlementair decreet had ondertekend waarin het gebruik van geweld werd veroordeeld en drong er bij overheidsinstanties op aan om alle militaire acties tegen demonstranten onmiddellijk te staken. Tevens schorste het Parlement Zachartsjenko van zijn taken.
Op 21 februari ondertekende president Janoekovytsj een compromis met oppositieleiders. Hij beloofde grondwetswijzigingen om bepaalde bevoegdheden aan het parlement te herstellen en riep op tot vervroegde verkiezingen in december. Ondanks de overeenkomst bleven duizenden protesteren in het centrum van Kiev, en de demonstranten namen de volledige controle over het regeringsdistrict van de stad: het parlementsgebouw, de administratie van de president, het kabinet en het ministerie van Binnenlandse Zaken. Op 21 februari werd in het parlement een wetsvoorstel ingediend om Janoekovytsj uit zijn ambt te verwijderen. Op dezelfde dag vertrok Janoekovytsj naar Charkov.
Op 22 februari zouden de demonstranten Kiev onder controle hebben en was Janoekovytsj gevlucht naar Oost-Oekraïne. Het parlement stemde 328-0 voor het verwijderen van Janoekovytsj en organiseerde nieuwe presidentsverkiezingen voor 25 mei.
Het Parlement benoemde op 23 februari zijn voorzitter, Oleksandr Toertsjynov, tot interim-president. Op 24 februari vaardigde de nieuwe regering een arrestatiebevel tegen Janoekovytsj uit. In de komende dagen organiseerden Russische nationalistische politici en activisten bijeenkomsten op de Krim en drongen er bij Rusland op aan om de regio te helpen verdedigen tegen oprukkende 'fascisten' uit de rest van Oekraïne. Dit leidde tot de Russische annexatie van de Krim.

## Gedetailleerde tijdlijn

### 18 februari

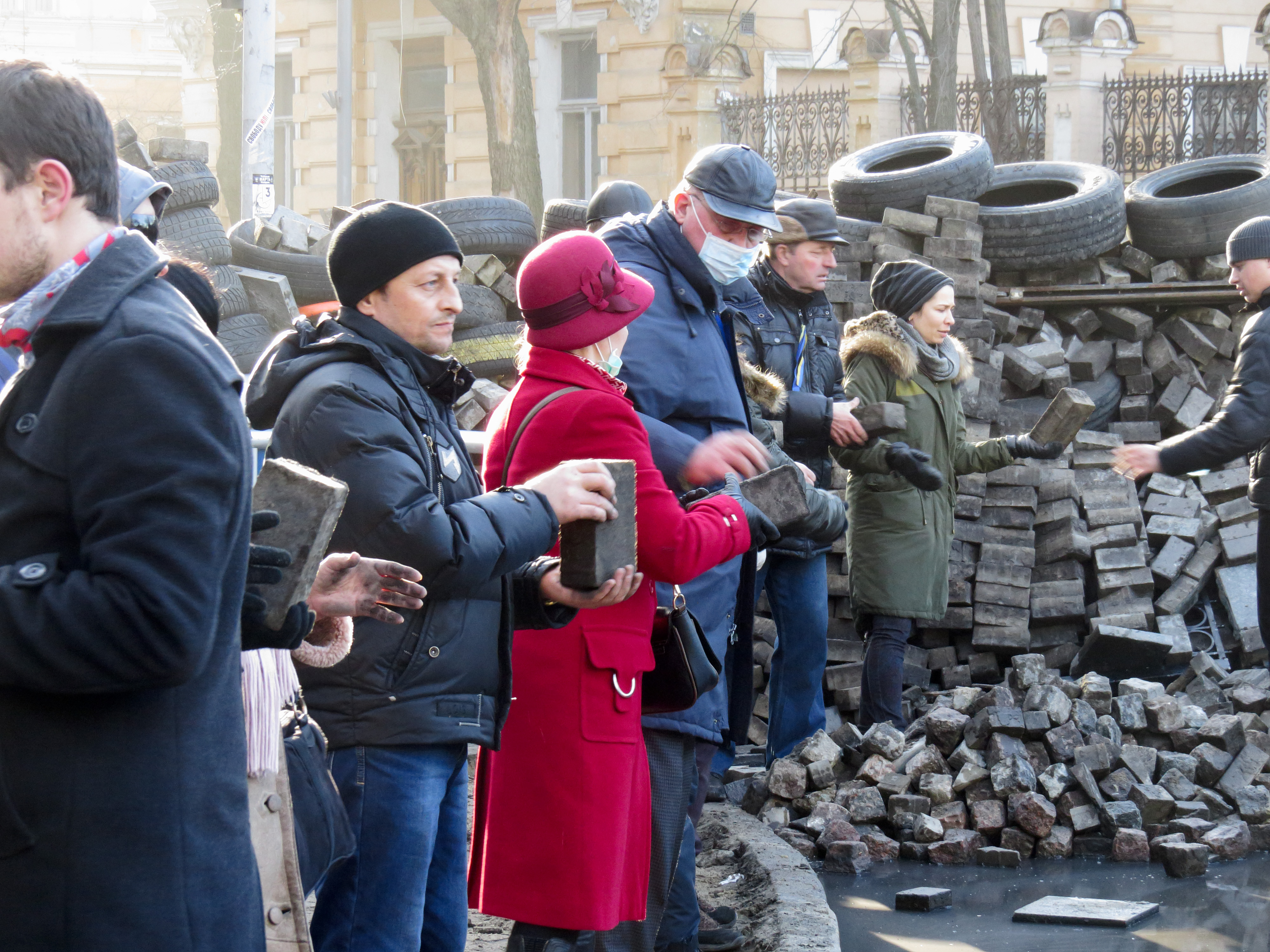
Demonstranten bouwen een barricade

De nacht voor de confrontaties riep de paramilitaire organisatie Rechtse Sector al haar leden op om zich klaar te maken voor een 'vredesoffensief' op 18 februari. De Maidan Volksvereniging drong er ook bij alle bezorgde burgers op aan om deel te nemen aan het 'vredesoffensief', waartoe ook de studentenverenigingen hadden ingestemd. De Maidan Volksvereniging meldde in de ochtend van 18 februari dat colonnes demonstranten om 8.30 uur een mars naar het parlement zouden beginnen.

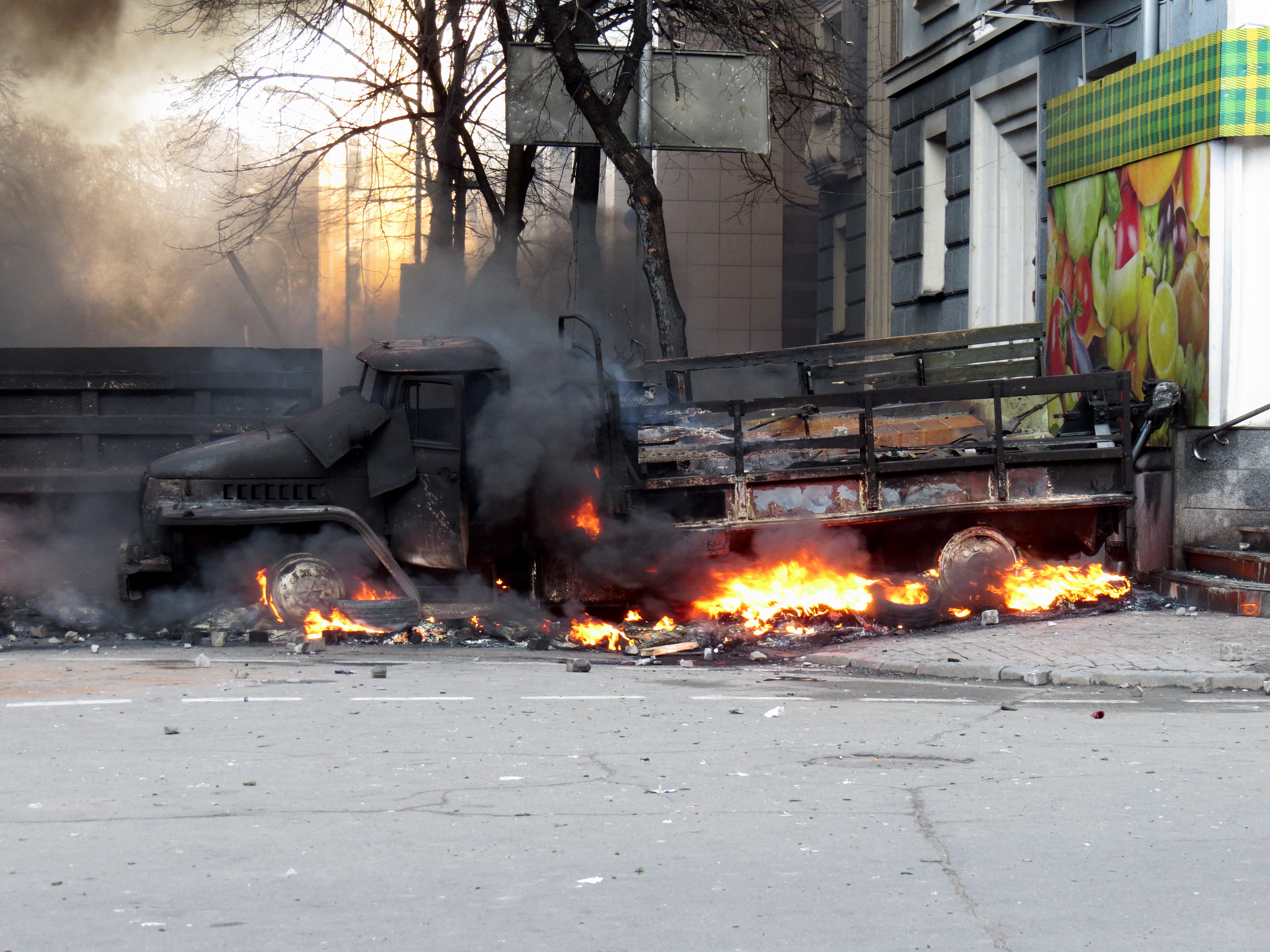
Vrachtwagens die troepen vervoerden, werden op 18 februari in het centrum van Kiev in brand gestoken.

Die ochtend marcheerden zo'n 20.000 demonstranten naar het parlementsgebouw waar de eisen van de oppositie voor een nieuwe grondwet en regering werden overwogen. Omstreeks 09:45 braken de demonstranten door de politiebarricade, van verschillende vrachtwagens voor personeelstransport bij het gebouw van de Central Officers' Club of Ukraine, en duwden het politiekordon opzij. De confrontaties begonnen nadat zo'n 24 demonstranten een politievoertuig hadden verplaatst dat hun weg naar het parlement blokkeerde. Om 10:00 uur meldde een parlementslid van Batkivsjtsjyna, Lesja Orobets, dat de politie, gewapend met Fort-500T- jachtgeweren, was begonnen met een aanval van flits- en verdovingsgranaten vanuit de Sjovkovytsjnastraat en de Lypskastraat.

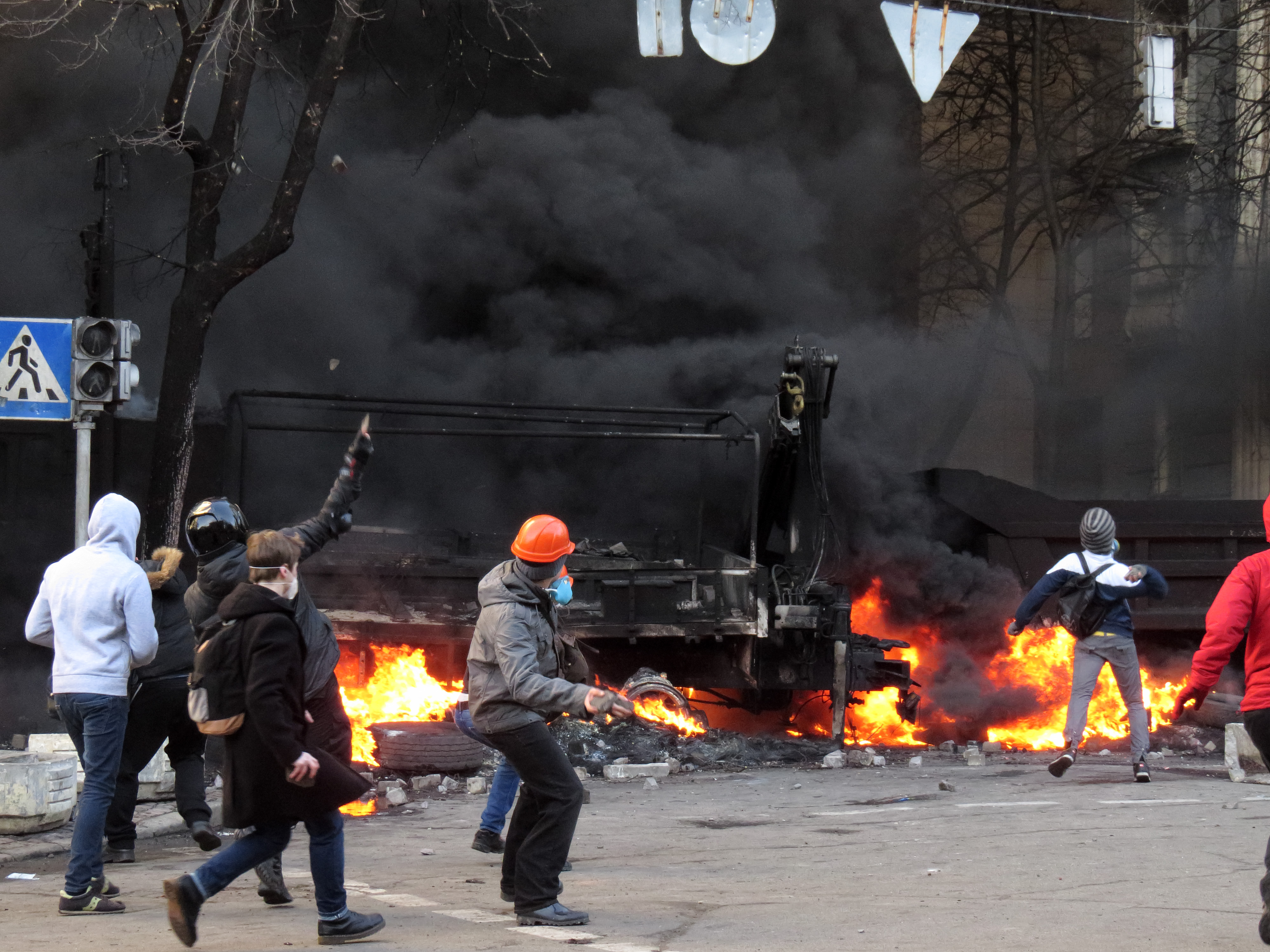
Demonstranten gooien met stenen en molotovcocktails naar politieagenten achter een brandende barricade, 18-02-2014.

Toen de colonne om 10:08 het parlementsgebouw naderde, stuitte het op weerstand van een ander kordon van politieagenten. Er waren berichten dat het aantal demonstranten was gegroeid tot 50.000. Om 10:18 uur werden volgens andere rapporten explosies en rook waargenomen in de Institoetskastraat toen mensen de straatstenen begonnen te verwijderen. Demonstranten begonnen met stoepblokken naar de politie te gooien, terwijl agenten die zich met schilden verdedigden de menigte probeerden te bedwingen met verdovingsgranaten. Demonstranten die zich hadden gebarricadeerd in de buurt van het Valeri Lobanovskystadion, begonnen banden in brand te steken. Om ongeveer 10.30 uur zou het parlement stemmen over het al dan niet herstellen van de grondwet van 2004. Dit gebeurde echter niet omdat voorzitter Rybak het wetsvoorstel niet registreerde.
Om 10:33 uur verplaatsten de straatgevechten tussen demonstranten en de politie zich naar de Sjovkovytsjna-straat. Demonstranten begonnen in het Mariinskipark met 200-grivna-bankbiljetten in het gezicht van enkele van Janoekovytsj' politiediensten te zwaaien, roepende dat ze huurlingen waren. Een activist, Oleksandr Aronets, meldde dat burgers het doelwit waren van sluipschutters. Tegen 11:00 hadden demonstranten ernstige verwondingen opgelopen. Er werd met molotovcocktails gegooid door de demonstranten en in de Sjovkovnytsjastraat werd een barricade van vuilniswagens in brand gestoken.

#### Inval op kantoor van de Partij van de Regio's en vergelding door de politie

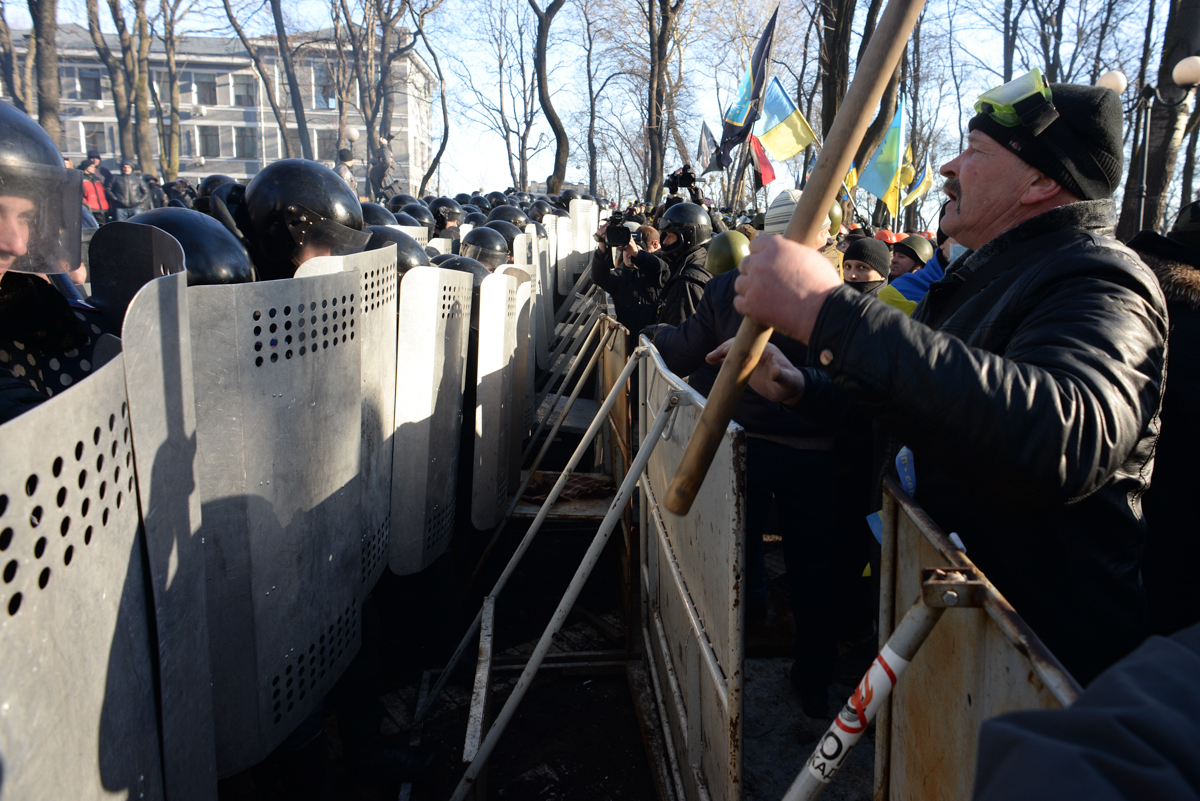
Een barricade die interne troepen en demonstranten scheidt.

Om 11:23 uur probeerde de Berkoet een aanval op de menigte uit te voeren, maar de demonstranten vochten terug. Twee minuten later kwam het eerste bericht dat demonstranten de deuren van het hoofdkwartier van de Partij van de Regio's aan de Lypskastraat aan het openbreken waren. Om 11:30 uur werd door de demonstranten - waaronder journalist Tetjana Tsjornovol - het gebouw geplunderd en in brand gestoken. Daarbij kwamen twee personen om het leven, onder wie een programmeur die op het hoofdkantoor werkte. Om 12:12 uur werd minister van Gezondheidszorg Raisa Bohatyriova aangevallen door demonstranten toen ze het Mariinskipark verliet, maar ze ontsnapte ongedeerd. Om 12:30 uur had de politie het kantoor van de Partij van de Regio's weer onder controle.
Tegen 13:00 uur hadden duizenden politieagenten het regeringsdistrict omsingeld en begonnen ze demonstranten te achtervolgen. Een demonstrant met een hoofdwond vertelde de Kiev Post dat een charge door de politie 'iedereen op hun pad had verpletterd'.

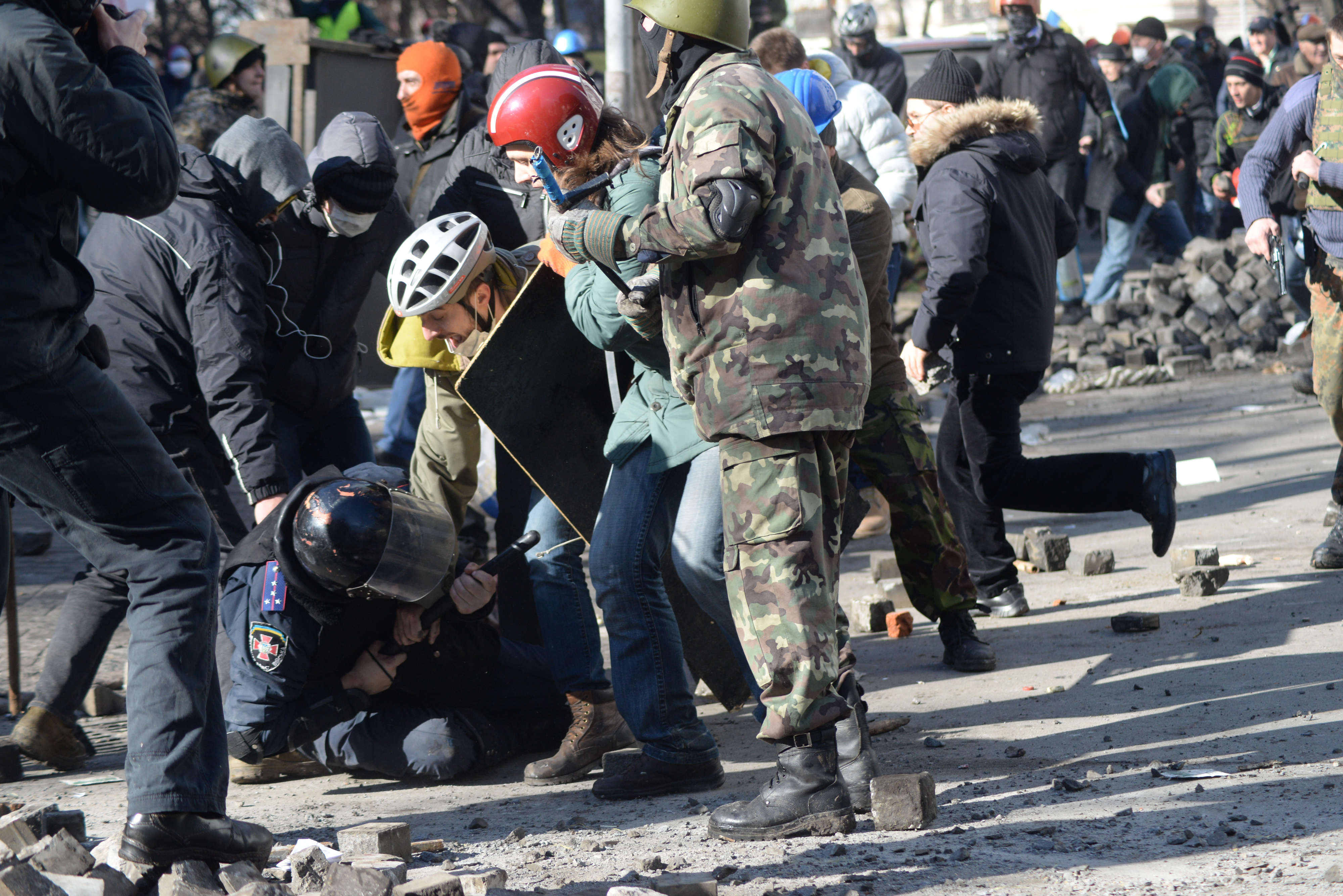
Een oproerpolitieagent wordt tegen de grond gegooid tijdens schermutselingen in Kiev.

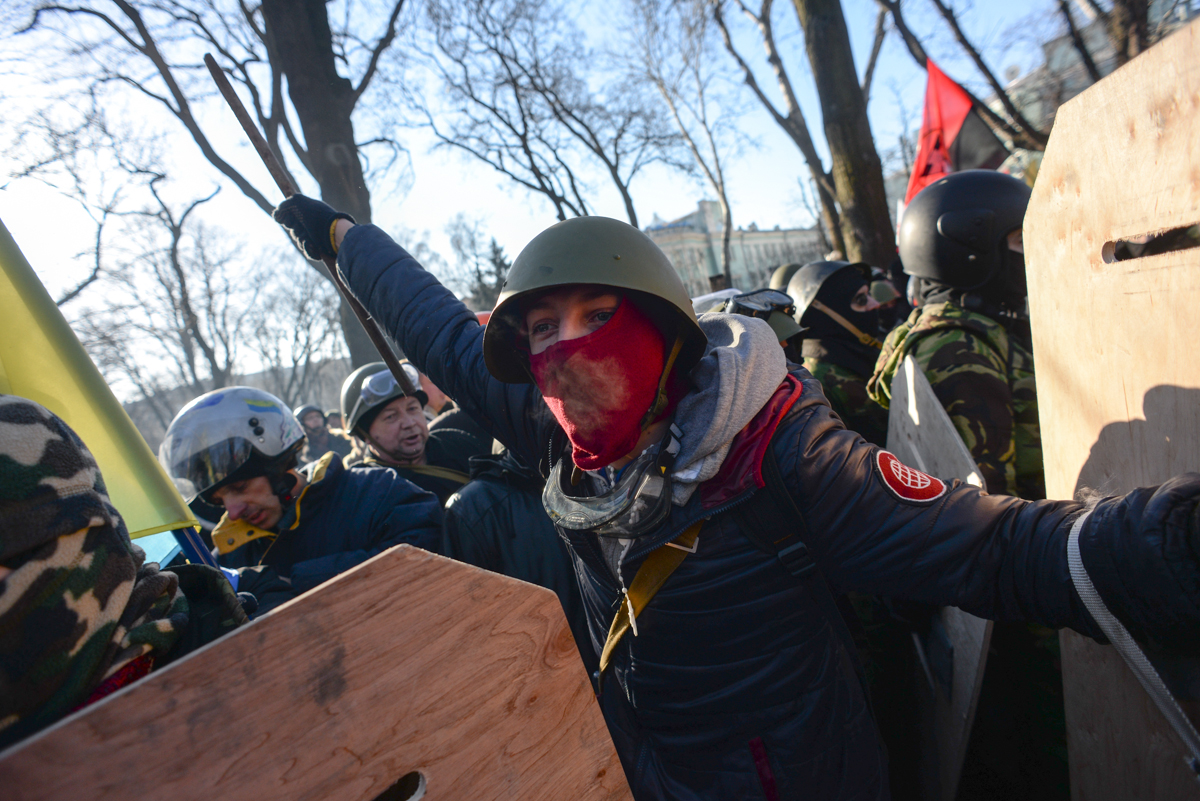
Een gemaskerde demonstrant tijdens schermutselingen in Kiev.

Rond 13:30 uur waren vier agenten bovenop een gebouw in de Institoetskastraat gestationeerd, waarbij ze verdovingsgranaten naar de menigte gooiden en schoten, toen demonstranten het gebouw bestormden en een deel ervan in brand staken. De demonstranten drongen het dak op en dwongen de politie zich terug te trekken. Het gebouw aan de Institoetskastraat werd beschreven als het toneel van de meest gewelddadige botsingen van de dag. De Berkoet en interne troepen openden een volledige aanval en vuurden rechtstreeks op de menigte. Er waren meldingen dat de politie waterkanonnen gebruikte om door te breken.

Halverwege de middag verdreven politieagenten met traangas 10.000 demonstranten uit het Mariinskipark, waar eerder op de dag barricades waren opgeworpen. Demonstranten gooiden verdovingsgranaten en vulden het park met rook. Andere anti-regeringsactivisten probeerden de regeringsgezinde en anti-regeringstroepen uit elkaar te houden.

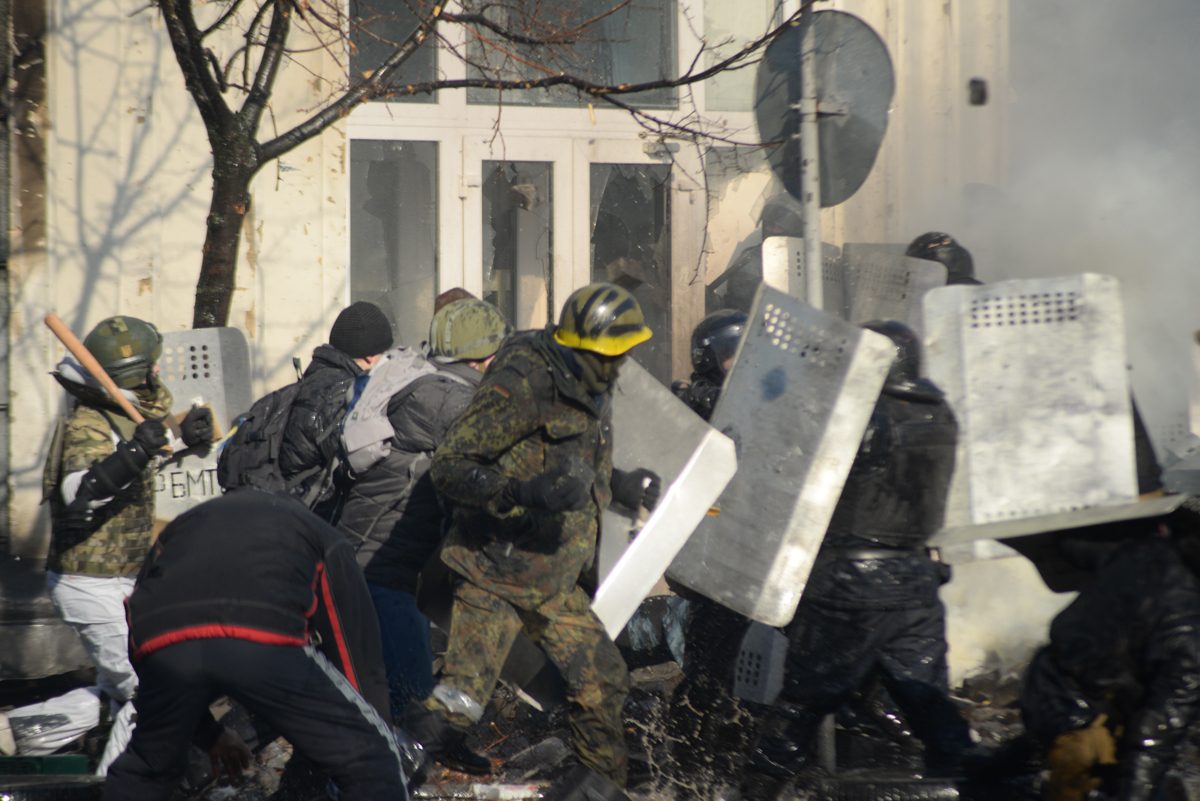
Botsingen tussen demonstranten en interne troepen.

Meerdere nieuwsuitzendingen publiceerden foto's waarop de politie te zien is, gewapend met AK-74 geweren. Voormalig viceminister van Binnenlandse Zaken Hennadij Moskal speculeerde dat het Alfa-antiterreureenheden waren. Een Berkoet-leider, Vladimir Krasjevsky, zei dat de gewapende politieagenten in het zwart met gele armbanden deel uitmaakten van een Berkoet-eenheid die was ingezet om de binnenlandse troepen te helpen evacueren. 
Demonstranten bezetten het stadhuis opnieuw. En volgens de Russische staatskrant Izvestia hadden activisten van de oppositie, gewapend met knuppels en ijzeren staven, een computeringenieur, Valeri Konstantinovitsj Zacharov, doodgeslagen bij de overval op het kantoor van de Partij van de Regio's.

#### Op weg naar het Onafhankelijkheidsplein
Om 15:45 rukten honderden agenten van de oproerpolitie op naar het parlement om demonstranten aan te vallen. Een agent greep het gasmasker van een journalist van de Kiev Post in de Institoetskastraat en zei over de opmars van de politie: 'I love it! Wij vinden het geweldig!'.
Om 16.00 uur gaven het waarnemend hoofd van de veiligheidsdienst van Oekraïne, Oleksandr Jakymenko, en de waarnemend minister van Binnenlandse Zaken Zachartsjenko een openbare waarschuwing aan de demonstranten om de straten binnen twee uur vrij te maken, zeggende: 'Als om 18.00 uur de wetteloosheid niet is opgehouden, zullen we genoodzaakt zijn alle legale middelen te gebruiken om orde te scheppen.' Bij het Oktoberpaleis, zichtbaar vanaf het Onafhankelijkheidsplein, gooide de oproerpolitie stenen de heuvel af naar demonstranten vanaf een brug langs de Institoetska-straat.
Om 16:00 uur stopte de Metro van Kiev alle diensten vanwege een terroristische dreiging.

#### Schending van Hrushevsky-straat Barricade

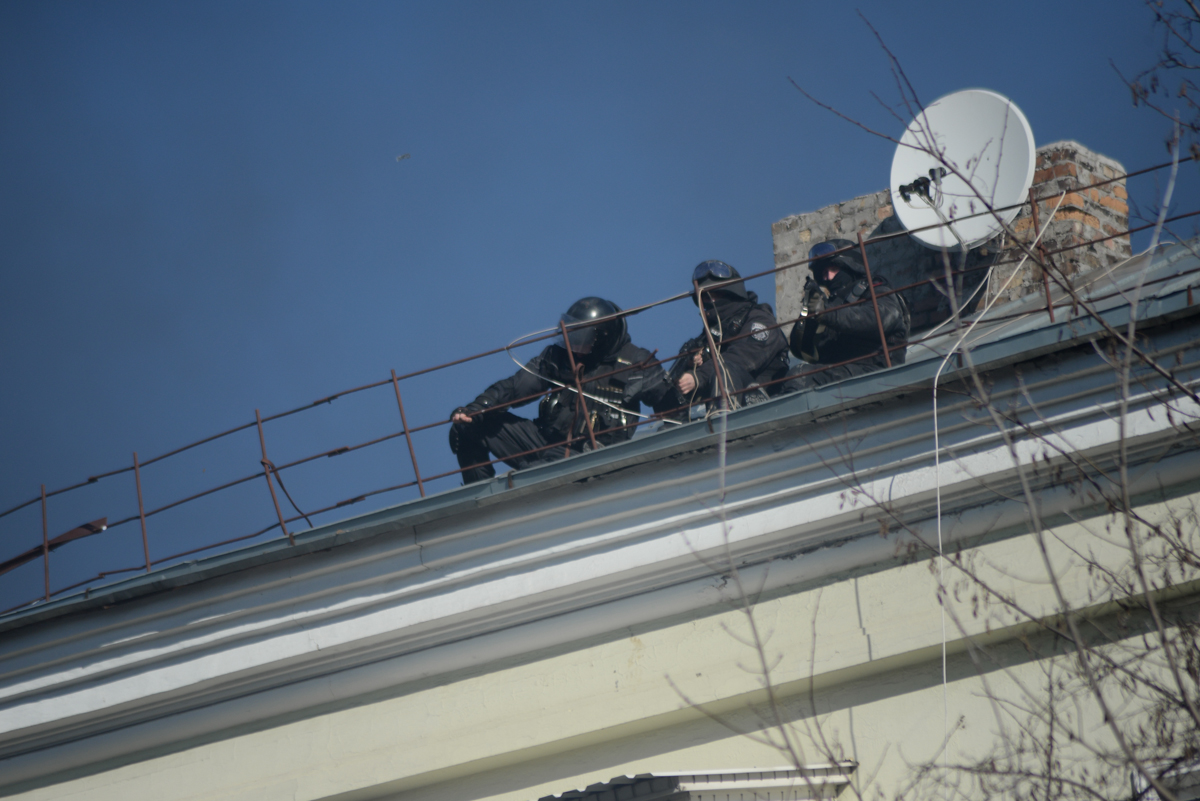
Scherpschutters van de politie.

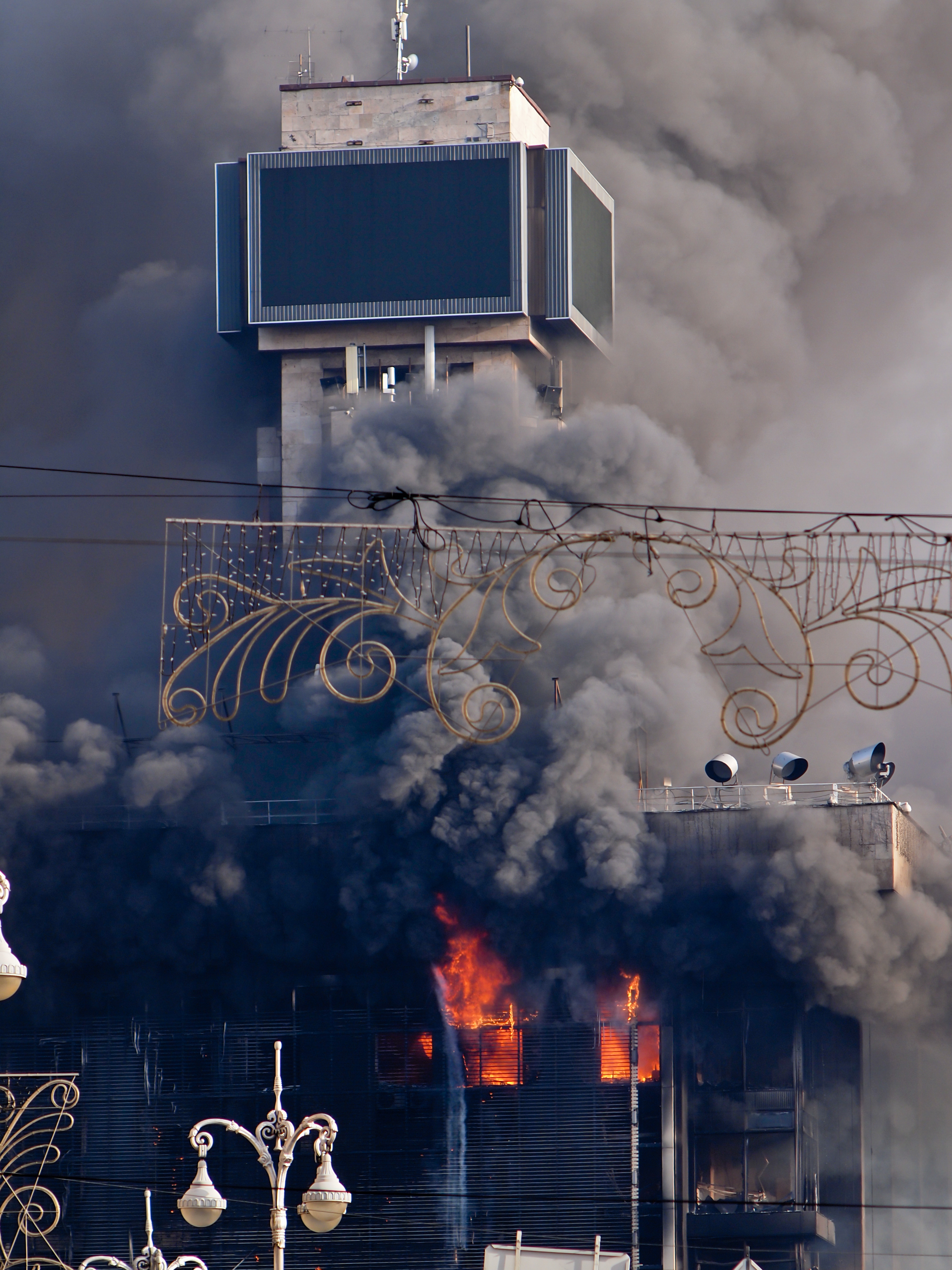
Het vakbondsgebouw in Kiev, gebruikt als Euromaidan-hoofdkwartier, staat in brand na een politie-inval.

Gedurende de hele dag van 18 februari 2014 staken demonstranten banden aan, gooiden en lanceerden molotovcocktails, stalen staven en andere projectielen naar linies van de Berkoet. Om 17:04 maakten bewapende Berkoet-eenheden de draad los bij de barricadepoort van de Hroesjevskystraat in de buurt van het Valeri Lobanovskystadion en drong met enige verbazing binnen. De demonstranten keken naar een drone die vanuit de tegenovergestelde richting zweefde, met hun rug naar de politie. Honderden Berkoet-agenten begonnen granaten te gooien, van wie er twee de Amerikaanse fotograaf Mark Estabrook en talloze anderen verwondden terwijl ze hun pistolen en jachtgeweren afvuurden. Euromaidan-demonstranten en burgers begonnen een massale terugtocht naar de volgende poort in een barricade in de Chrestsjatyk-straat. Er vielen veel gewonden en meerdere doden.
Om 20:00 uur meldden pro-Russische bronnen dat 50 onbekende of vermoedelijk pro-Russische aanvallers probeerden in te breken in de Canadese ambassade. Op dezelfde dag erkende een woordvoerder van Global Affairs Canada dat 'demonstranten onderdak hadden gezocht, vreedzaam waren en geen schade of letsel hadden toegebracht aan het personeel'. In 2015 werd onthuld dat de ambassade opzettelijk haar poorten had geopend na het zien van een Canadees paspoort-zwaaiende Euromaidan-demonstrant die werd achtervolgd door de Berkoet. Bij binnenkomst van de onbekende Euromaidan-demonstrant met paspoort, bestormde een stortvloed van demonstranten de ambassade en bezette de hoofdlobby, waarbij de ambassade werd gebruikt als een veilige haven, weg van de Berkoet. De ambassade werd gebruikt om de gewonden te behandelen in de avond van 18 februari. De demonstranten verlieten later vrijwillig de ambassade en lieten bloemen achter. Niet-benoemde Europese bondgenoten beweerden later dat Canada, gezien de langdurige bezetting en het gebrek aan weerstand door Canadese buitenlandse dienstofficieren, een opzettelijke en weloverwogen rol speelde in het geven van steun aan Euromaidan-demonstranten. Hedendaagse mediabronnen beweren dat premier Stephen Harper nooit de ware omvang van de inbreuk op de beveiliging heeft erkend.

#### Aanval op het Majdan

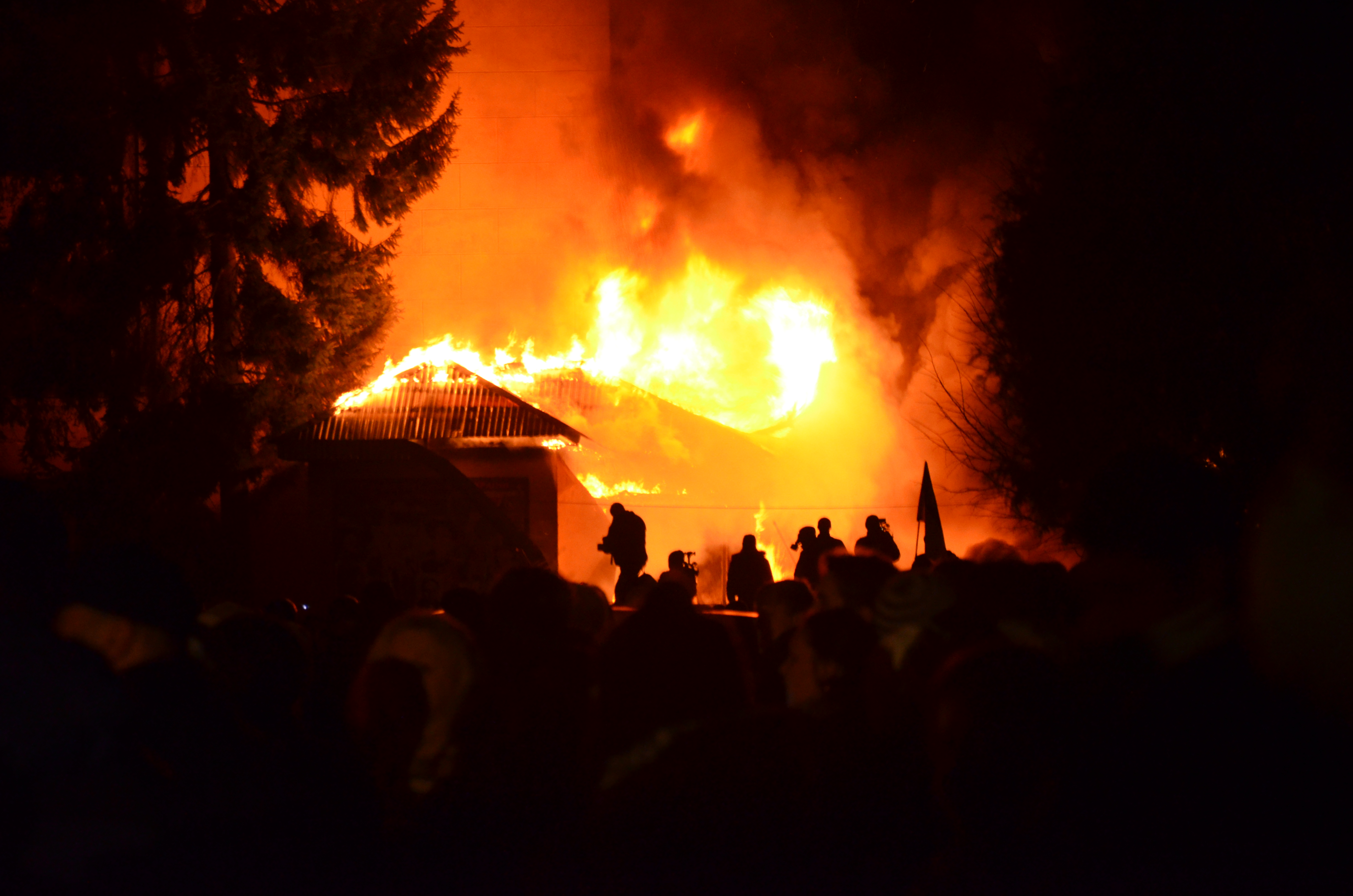
Een brandende barricade buiten het hoofdkwartier van de interne strijdkrachten in Lviv, veroorzaakt door de demonstranten.

Na de waarschuwing rukte de politie op duizenden demonstranten op Majdan Nezalezjnosti (Onafhankelijkheidsplein) met geweren, een waterkanon en een gepantserde personeelscarrier. Tenten waarin demonstranten woonden, brandden op het centrale plein. De politie rechtvaardigde hun optreden als onderdeel van een antiterreurcampagne tegen 'individuen die zich duidelijk hadden bewapend'. Oppositieleider Arseni Jatsenjoek riep de politie op om zich 200 meter verderop in de Institoetskastraat terug te trekken en drong er bij beide partijen op aan om tot de ochtend een wapenstilstand af te sluiten. Demonstranten op de vierkante gestapelde banden en ander brandend puin om een muur van vuur tussen zichzelf en binnenlandse troepen te creëren.
De uitzending van tv-zender 5 Kanal werd landelijk stopgezet, maar bleef beschikbaar via de satelliet (met een korte onderbreking) en een live feed op YouTube. Enkele uren later werd de dienst hervat.
Rond 22:00 uur werd gemeld dat de politie de barricades van de demonstranten aan de oostkant van het plein had doorbroken. Officieren probeerden vervolgens het bezette Vakbondsgebouw te heroveren, maar faalden.
Presidentieel adviseur Hanna Herman zei dat de onderhandelingen tussen de regering en de oppositie pas konden plaatsvinden als de vrede was hersteld en de menigte zich had teruggetrokken, en dat het verder oproepen tot een gewapend conflict een grote misdaad zou zijn tegen het Oekraïense volk en de Oekraïense staat. De procureur-generaal van Oekraïne, Viktor Psjonka, zei: 'Organisatoren van massale protesten zullen verantwoordelijk worden gehouden. We zullen de zwaarste straffen eisen, zowel voor degenen die mensen opwekten om deel te nemen aan de actie van vandaag als voor degenen die hen organiseerden en controleerden'.
De volgende ochtend om 01:35 ging de straatverlichting rond het plein uit. Volgens de activisten luidde dit het begin in van een beslissende aanval.

#### Oppositieleiders ontmoeten president Janoekovytsj
Tijdens een ontmoeting met president Viktor Janoekovytsj vertelde oppositieleider Vitali Klytsjko aan Hromadske TV dat de gesprekken niet succesvol waren geweest. Klitschko zei dat oppositieleiders meer dan een uur hadden geluisterd naar de beweringen van Janoekovytsj dat zij verantwoordelijk waren voor de 20 doden op 18 februari. De president eiste ook dat de oppositie de demonstranten zou dwingen Majdan Nezalezjnosti te verlaten. Hij zou oppositieleiders hebben gedreigd met strafrechtelijke vervolging.
In een bericht op de Oekraïense televisie zei Janoekovytsj tegen de oppositieleiders: 'Scheid u af van de radicale elementen die bloedvergieten en conflicten zoeken met wetshandhavingsinstanties', en waarschuwde als ze dat niet zouden doen, hij 'anders' met hen zou praten. Hij voegde eraan toe: 'De oppositieleiders hebben de fundamentele basis van democratie genegeerd. De grens werd overschreden toen ze mensen te wapen riepen'.
Op 20 februari zeiden drie oppositiepartijen (Batkivsjtsjyna, UDAR en Svoboda) in een verklaring: "We hebben nooit mensen tot de wapens geroepen en zullen dat ook nooit doen. Dit is ons principiële standpunt. De dood van elke persoon is een persoonlijke tragedie voor ieder van ons." Later die dag zeiden de partijen: "Gesprekken voeren met het regime, waarvan het beleid tot de dood van veel mensen heeft geleid, is buitengewoon onaangenaam, maar we moeten al het mogelijke en zelfs het onmogelijke doen om verder bloedvergieten te voorkomen." Ze zeiden dat het beëindigen van de protesten "contraproductief en onrealistisch" zou zijn en verklaarden: "Wij waren het niet die Maidan samenbrachten, en het is niet aan ons om het uiteen te drijven! Mensen zullen zelf beslissen wat ze doen, afhankelijk van wanneer en hoe aan hun eisen wordt voldaan."

### 19 februari

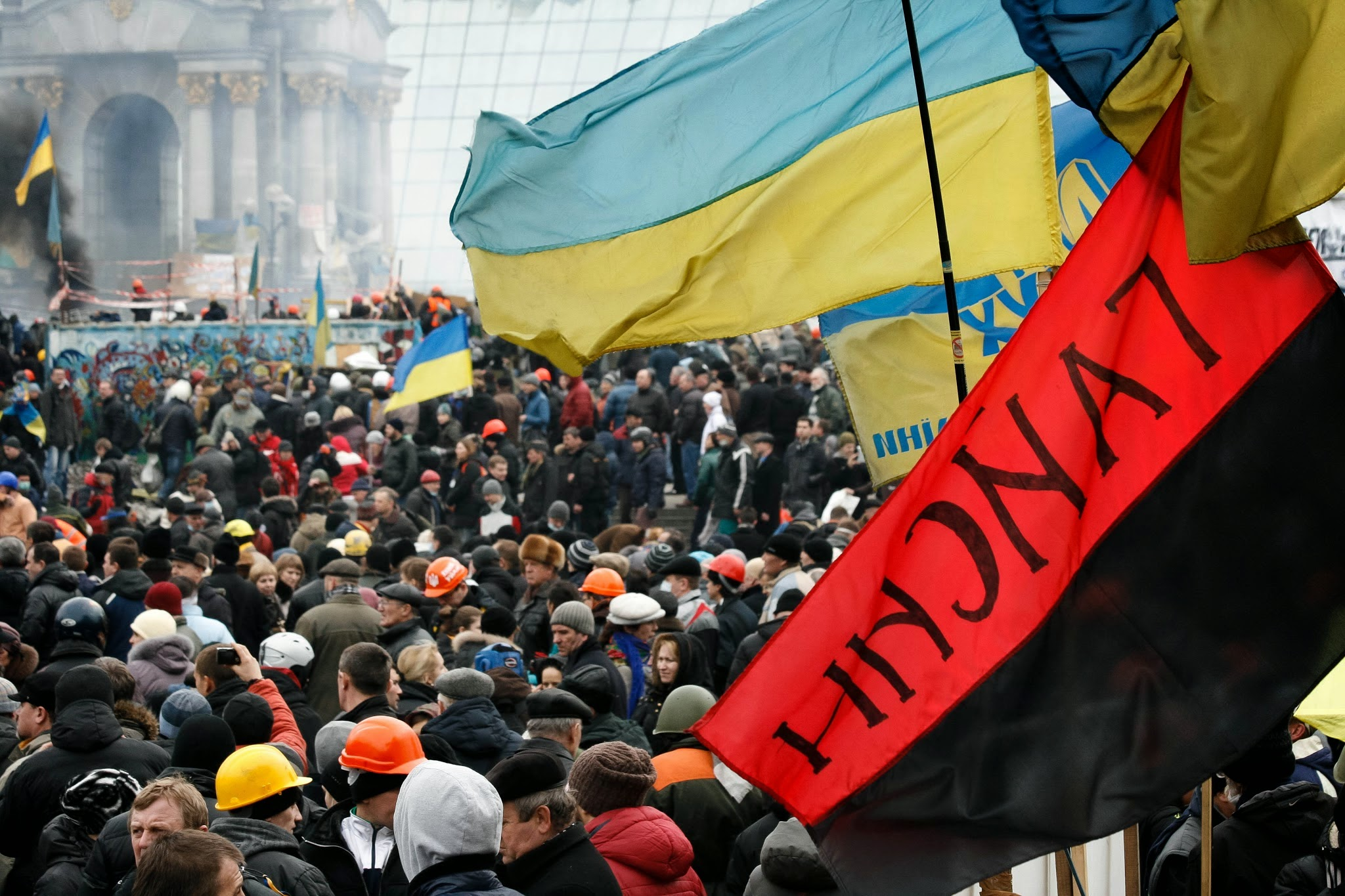
Euromaidan drukte op 19 februari.

De metro van Kiev was afgesloten en de hoofdwegen werden door de politie geblokkeerd. Grotere winkels en winkelcentra in de Chresjtsjatyk-straat waren ook gesloten, maar een correspondent van Euronews meldde: "Het leven buiten de barricades is normaal."
In de vroege ochtend schoot de militie Titoesjky twee demonstranten neer, waarbij één werd gedood. Op dat moment was het dodental aan beide kanten opgelopen tot 26, waaronder 10 politieagenten.

De Veiligheidsdienst van Oekraïne (SBU) lanceerde een "antiterroristische" operatie, terwijl de inlichtingendiensten begonnen met het onderzoeken van niet nader genoemde politici over wat werd beschreven als een illegale poging om de macht te grijpen. Bij het besluit om de antiterroristische operatie te starten waren de SBU, het ministerie van Binnenlandse Zaken, het ministerie van Defensie, de staatsgrenswacht van Oekraïne en de centrale en lokale overheden betrokken, volgens een verklaring op de SBU-website. Volgens politiek analist Taras Berezovets betekende het decreet dat de SBU demonstranten kon fouilleren, hun eigendommen in beslag kon nemen en hen naar believen kon vasthouden, "zonder gerechtelijk bevel of andere wettelijke waarborgen".

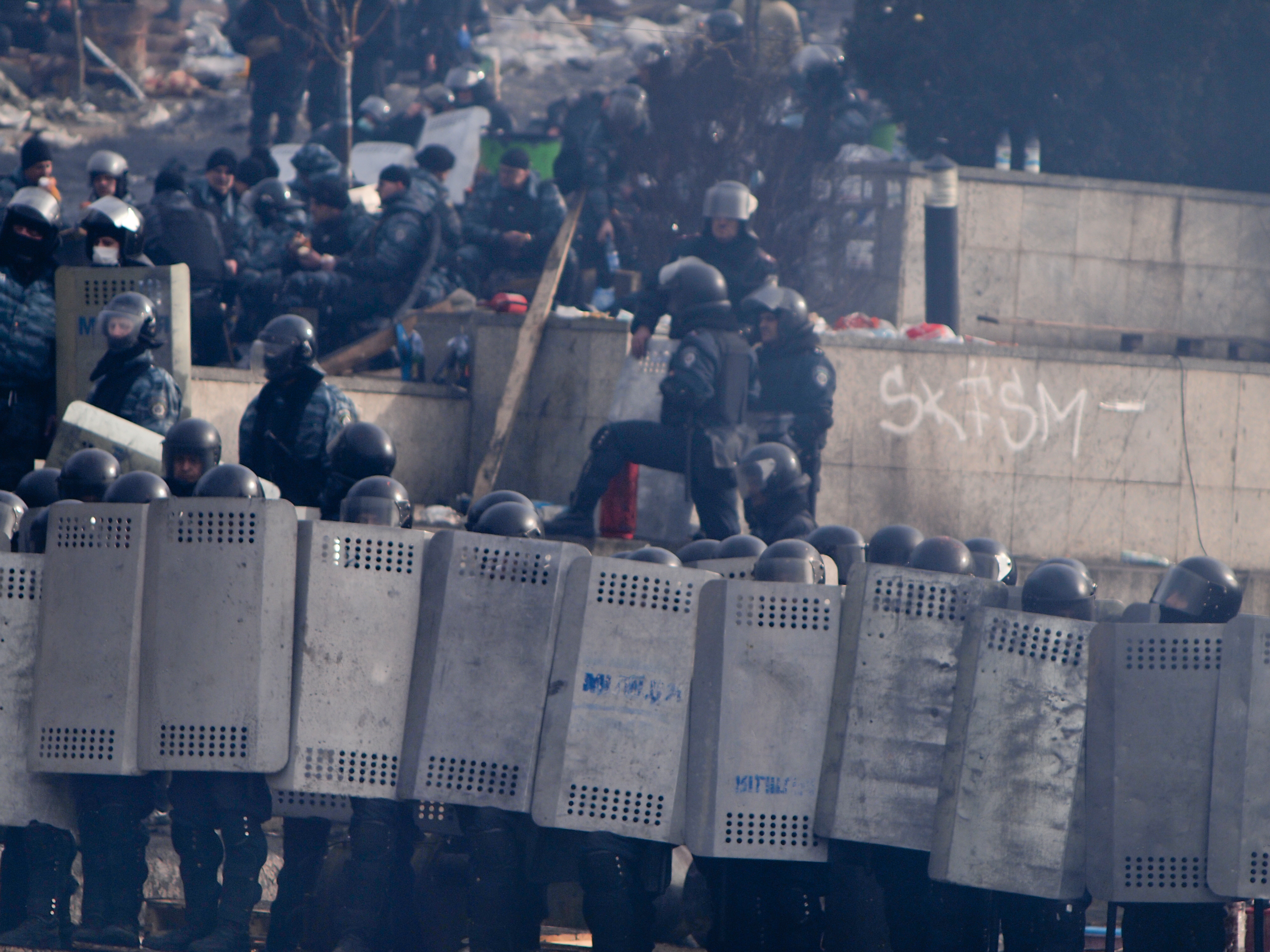
Interne troepen vormen een falanx tegen de demonstranten. De Berkoet-eenheden staan erachter.

In de vroege ochtend maakte Olena Loekasj bekend dat de oppositie had geweigerd een verklaring te ondertekenen waarin ze radicale maatregelen afkeurde. President Janoekovytsj eiste dat de oppositie zou stoppen met het bezetten van gebouwen en het in beslag nemen van wapens; de oppositie zou echter niet toegeven. De waarnemend minister van defensie, Pavlo Lebedyev, erkende dat hij enkele luchtlandingstroepen van Dnipropetrovsk naar Kiev had gestuurd. Er werden gecodeerde telegrammen ontdekt waarin Joerij Iljin, de nieuw aangestelde chef van de generale staf van de Oekraïense strijdkrachten, directe orders gaf om militaire eenheden in te zetten.
Eveneens op 19 februari maakte een militaire Antonov An-26 een geheime vlucht van Kiev naar Rusland om een grote partij anti-oproerwapens en munitie op te halen; dit werd pas in 2015 bekend.

Een correspondent van Euronews op het Onafhankelijkheidsplein meldde dat demonstranten arriveerden "uit alle delen van Oekraïne". Om 14:50 waren er nog zo'n 5.000 op het plein. Rechtse Sector bezette het centrale postkantoor van Kiev en het Staatscomité voor televisie en radio, waarbij het postkantoor dienst deed als nieuw hoofdkantoor.

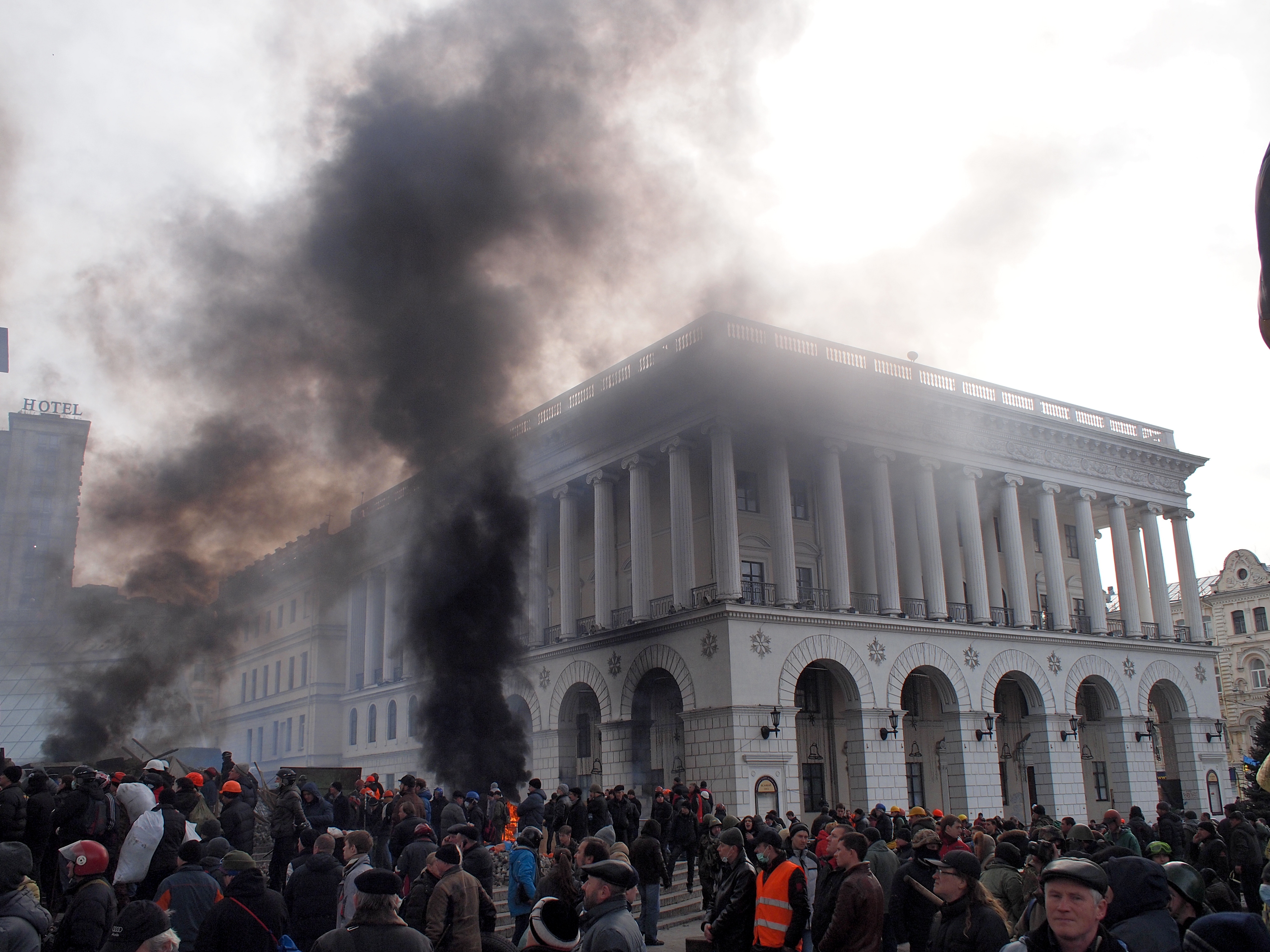
Demonstranten branden banden in de buurt van het Kiev Conservatorium om het zicht van sluipschutters te belemmeren.

President Janoekovytsj ontsloeg de chef van de generale staf van de Oekraïense strijdkrachten, Volodymyr Zamana, en verving hem door Ilyin, die eerder de commandant van de Oekraïense marine was. Het ministerie van Defensie kondigde aan dat het eenheden in het hele land zou herschikken om militaire faciliteiten te bewaken. De directeur van de SBU, Yakymenko, zei dat in verschillende regio's militaire bases en wapendepots zijn aangevallen.
De Europese Investeringsbank bevroor de activiteiten in Oekraïne en zei: "Voorlopig is de situatie zo wreed dat het politiek een verkeerd signaal zou zijn, maar ook onverantwoordelijk tegenover de mensen die we hebben gevraagd om het werk te doen., om zaken te doen in Oekraïne."
Na een ontmoeting tussen regeringsleiders en oppositieleiders laat in de nacht, kondigden beide partijen een wapenstilstand af en kwamen overeen om onderhandelingen te beginnen. President Janoekovytsj zei in een verklaring dat hij ermee had ingestemd om "onderhandelingen te beginnen met als doel een einde te maken aan het bloedvergieten en de situatie in de staat te stabiliseren in het belang van de sociale vrede". Volgens oppositiepoliticus Jatsenjoek omvatte de wapenstilstand een belofte van Janoekovytsj om die nacht geen politie-aanval te plegen. Rechtse Sector was het niet eens met de wapenstilstand. Een correspondent van Euronews op het Onafhankelijkheidsplein meldde dat het aantal demonstranten was gegroeid en zei: "Over het algemeen heb ik alleen maar van mensen gehoord dat hoe vaker ze worden aangevallen en hoe erger ze worden geslagen, hoe vastbeslotener ze zijn om op te staan en hervat de strijd."

### 20 februari

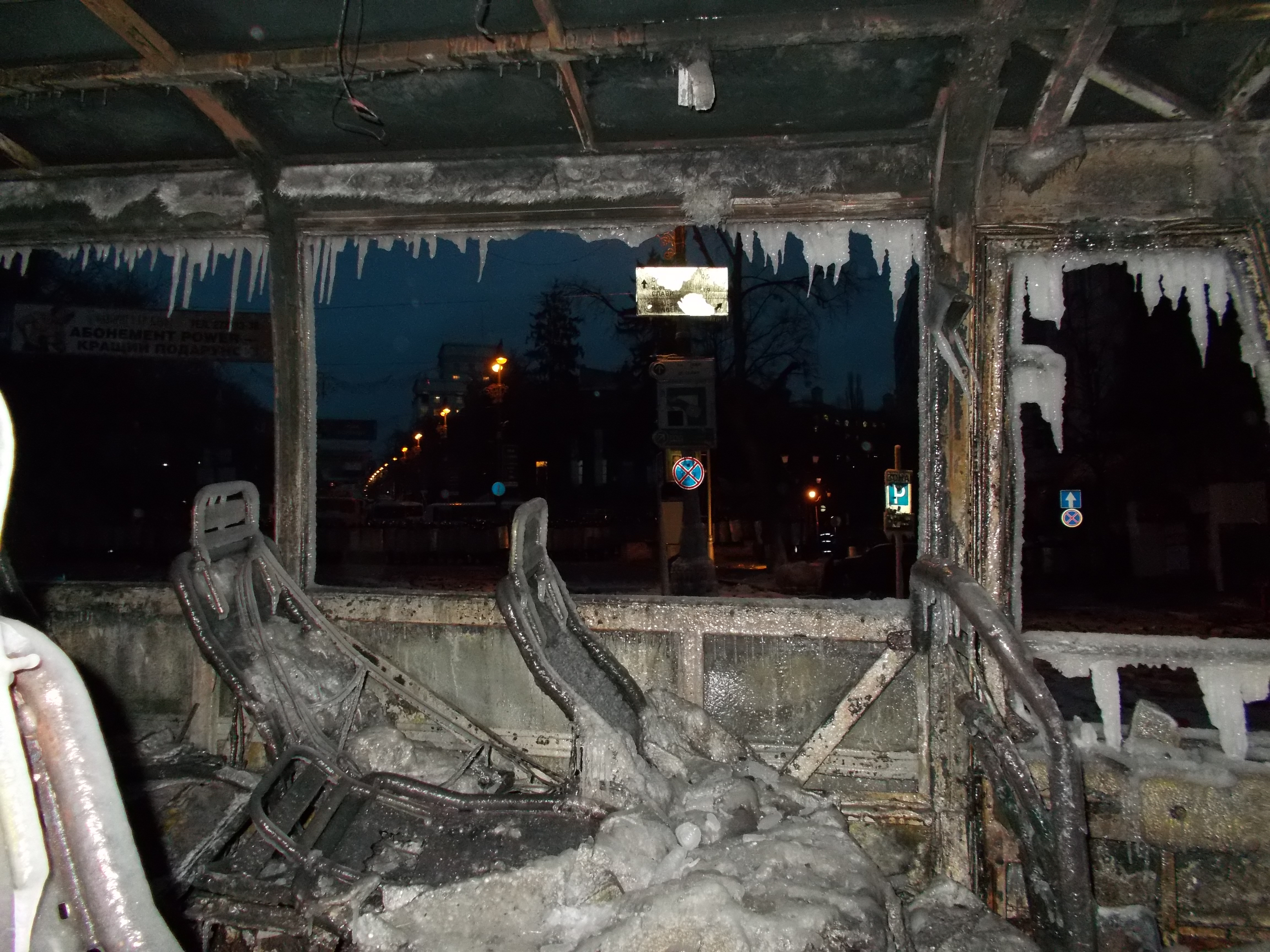
Ravage in de Hrushevsky-straat

Om 00:35 meldde Interfax dat Janoekovytsj 20 februari had uitgeroepen tot dag van rouw voor de slachtoffers van de gevechten. Rond 03:50 beweerden activisten dat ze tijdens de schermutselingen een schouderlapje van het uniform van een soldaat van het Russische Ministerie van Binnenlandse Zaken (MVD) hadden gescheurd, zwaaiend met het embleem als vermeend bewijs van Russische betrokkenheid. Demonstranten op het Onafhankelijkheidsplein bleven schoten horen, ondanks het staakt-het-vuren. Rond 04:20 uur arriveerden vijf bussen met demonstranten uit Ivano-Frankivsk.
Elke partij gaf de ander de schuld voor het aanwakkeren van het dodelijke conflict. Yakymenko gaf de huidige Euromaidan-regering van Oekraïne de schuld en beweerde dat zij verantwoordelijk waren voor het inhuren van sluipschutters op 20 februari. In een verklaring beweerde de presidentiële regering van Oekraïne dat de demonstranten in de aanval waren gegaan: "Ze werken in georganiseerde groepen. Ze gebruiken vuurwapens, waaronder sluipschuttersgeweren. Ze schieten om te doden", stond er. Demonstranten beschuldigden de politie ervan het conflict te zijn begonnen door molotovcocktails en geïmproviseerde explosieven te gooien. Oppositiepoliticus Klitschko heeft in een verklaring gezegd: "Gewapende schurken zijn op straat losgelaten om mensen aan te vallen en de illusie te creëren dat er een confrontatie tussen burgers is."
Om 9.25 uur duwden demonstranten de Berkoet terug naar het Oktoberpaleis nadat interne troepen probeerden het Kiev Conservatorium in brand te steken, dat werd gebruikt als veldhospitaal voor gewonde demonstranten. Om 09:32 werd aangekondigd dat het parlement niet zou bijeenkomen. Euromaidan-demonstranten marcheerden op de politie met schilden en molotovcocktails en dwongen hen zich terug te trekken, waardoor ze de controle over het Onafhankelijkheidsplein herwonnen en tot 67 politieagenten gevangennamen. Rond 10:49 werden wetshandhavers gevangengenomen terwijl ze sliepen in het Oekraïense huis en tijdens schermutselingen op barricades in de buurt van het Oktoberpaleis. Veel van de mannen waren slechts 18 of 19 jaar oud, waren niet getraind en waren alleen bewapend met rubberen knuppels. Degenen met lichte verwondingen werden behandeld door medici. De gevangengenomen politie was afkomstig uit de Krim, de centraal-oostelijke steden Dnipropetrovsk en Kryvyi Rih, en Oost-Loehansk. Soldaten van de Binnenlandse troepen, van wie bijna 100 zich overgaven tijdens de gevechten (meestal dienstplichtigen van 19-20 jaar ), werden gevangen gehouden in het hoofdkwartier van de Energiemaatschappij van Oekraïne en in het Oktoberpaleis.

Om 10.00 uur waren er volgens de Kiev Post nog tussen de 10.000 en 20.000 demonstranten en waren minstens 42 mensen gedood, voornamelijk door politiegeweer. Volgens een UNIAN-correspondent waren er meer dan 30.000 mensen op het Onafhankelijkheidsplein. Om 10:55 kondigde het hoofd van de presidentiële regering, Andrij Kliuyev, aan dat de president bereid was een verdrag met de oppositie te ondertekenen over de gevraagde wijzigingen in de grondwet van Oekraïne, en dat de aanhoudende botsingen politici zouden moeten dwingen om snel een oplossing te vinden. overeenstemming.

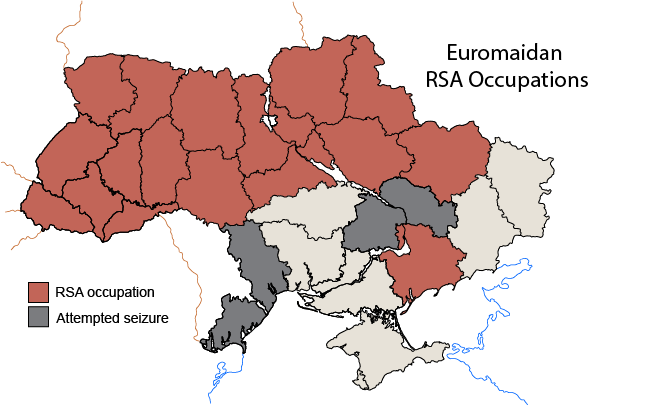
In het rood: door Euromaidan bezette regionale regeringskantoren op 3 maart 2014.

Om 10.00 uur pikten activisten van Euromaidan het hoofdkantoor in het Kiev-metrostation Politechnitsjny Institoet op en eisten dat het systeem heropend werd. Een voormalig hoofd van het stadsbestuur van Kiev, Ivan Salij, riep ook op tot de heropening van de metro. Om 16.00 uur die dag werden de Titoesjky met de metro vervoerd van het Poznjaky-station naar het Petjerska-station, meldde Lvivska Gazeta. De regering sloot ook snelwegen en spoorwegen.
Treinen tussen Kiev en Lviv, een van de bolwerken van de demonstranten, werden tijdelijk stilgelegd; een spoorwoordvoerster zei dat dit kwam door schade aan de lijnen. Toevallig waren er berichten dat wapens in beslag waren genomen uit een wapenkamer van het ministerie van Binnenlandse Zaken in Lviv en naar de buitenwijken van Kiev waren getransporteerd.
Het hoofd van het stadsbestuur van Kiev, Volodymyr Makeyenko, nam ontslag bij de Partij van de Regio's, maar zei dat hij zijn taken zou blijven uitvoeren om ervoor te zorgen dat de stad goed zou functioneren. Vervolgens beval hij de heropening van de Kiev Metro. Om 15:00 uur reed de metro nog steeds niet, en vervoer over de grond in de stad was schaars. De metro ging in de vroege avond gedeeltelijk weer open, maar de overstapstations bleven gesloten De ambassade van het Verenigd Koninkrijk in Kiev was tijdelijk gesloten.
Radio Liberty publiceerde videobeelden van speciale politietroepen die demonstranten neerschoten met kalasjnikov en sluipschuttersgeweren. Waarnemend minister van Binnenlandse Zaken Zachartsjenko kondigde aan dat er gevechtswapens aan de politie waren geleverd en zei in een toespraak tot de natie: 'We hebben relevante bevelen ondertekend als onderdeel van het werk van het Antiterroristische Centrum; de wetshandhavers zijn voorzien van gevechtswapens en zij zullen worden gebruikt in overeenstemming met de politiewet'. Op de website van het ministerie stond dat de oproerpolitie het recht had om hun wapens te gebruiken om gijzelaars te bevrijden die werden vastgehouden door demonstranten. Het ministerie meldde verder dat een sluipschutter twintig politieagenten had verwond.
Interfax-Oekraïne meldde dat om 15:00 uur 'een groep onbekende individuen' naar het presidentiële administratiegebouw ging en schoten en explosies werden gehoord. De zelfverdedigingsmacht van Euromaidan had de demonstranten herhaaldelijk aangespoord om niet buiten de perimeter van het plein te komen.

#### Diplomatieke inspanningen
De bovengenoemde botsingen braken uit kort voordat drie bezoekende EU-ministers van Buitenlandse Zaken - Radosław Sikorski van Polen, Laurent Fabius van Frankrijk en Frank-Walter Steinmeier van Duitsland - president Janoekovytsj zouden ontmoeten om aan te dringen op een compromis met de Oekraïense oppositie. De vergadering werd om veiligheidsredenen uitgesteld en begon een uur te laat. Voorafgaand aan de bijeenkomst zei Fabius in een interview met BFM TV: "Ons doel is om de Oekraïense regering verkiezingen te laten houden. Er is geen andere oplossing dan verkiezingen." De onderhandelingen duurden zes uur. Minister-president Donald Tusk van Polen zei kort daarna tegen verslaggevers: 'Met Janoekovytsj was afgesproken dat er dit jaar vervroegde verkiezingen zouden worden gehouden, zowel presidents- als parlementsverkiezingen'. Tusk zei ook dat Janoekovytsj 'bereid was om in de komende tien dagen een regering van nationale eenheid te vormen en de grondwet voor de zomer te wijzigen'. Verdere besprekingen waren gepland om te onderhandelen over de ondertekening van het desbetreffende document.
Na een telefoongesprek tussen Janoekovytsj en de Russische president Vladimir Poetin werd de Russische mensenrechtenombudsman Vladimir Loekin op verzoek van Janoekovytsj als gezant naar Oekraïne gestuurd om te proberen te bemiddelen bij gesprekken tussen de regering en de oppositie.
De VS legde een visumverbod op aan twintig Oekraïense functionarissen die zij 'verantwoordelijk achtten voor het bevelen van mensenrechtenschendingen in verband met politieke onderdrukking'. De EU voerde een visumverbod en een bevriezing van financiële tegoeden in voor degenen die verantwoordelijk waren voor het geweld in Oekraïne, en een verbod op de export naar Oekraïne van uitrusting die voor repressie kon worden gebruikt. 'De omvang van de uitvoering zal worden voortgezet in het licht van de ontwikkelingen in Oekraïne', concludeerde de Europese Raad.

### 21 februari

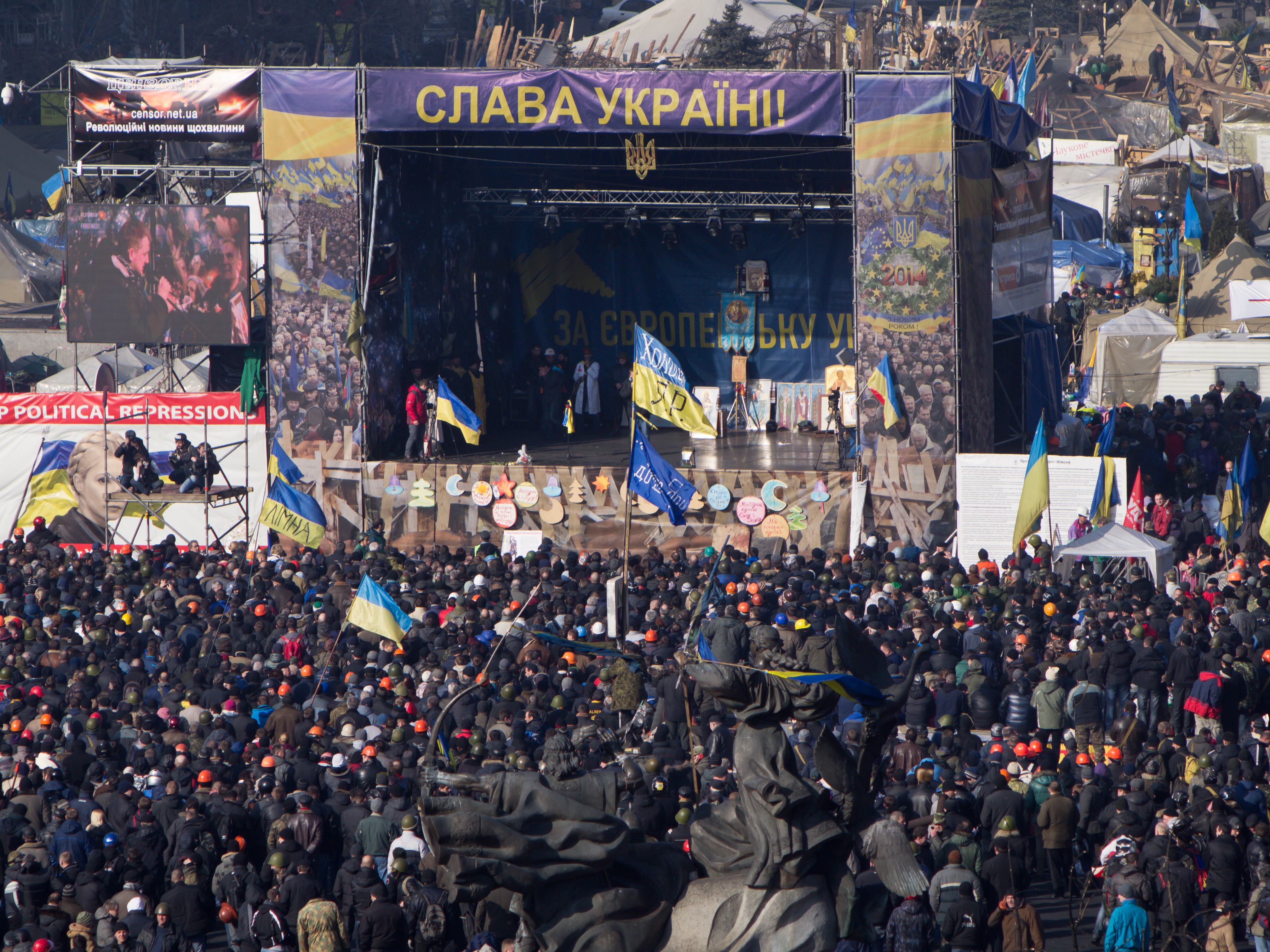
Euromaidan drukte op 21 februari.

De plaatsvervangend stafchef van de strijdkrachten, luitenant-generaal Joeri Doemansky, nam ontslag omdat hij het niet eens was met de betrokkenheid van het leger bij het conflict. 'Vandaag werd het leger betrokken bij het burgerconflict, wat zou kunnen leiden tot een massale dood van burgers en soldaten', zei hij.
Omstreeks middernacht kondigde journalist Artem Sjevtsjenko, verwijzend naar zijn bronnen bij de Generale Staf van de strijdkrachten van Oekraïne, aan dat tien BTR-80 waren vertrokken uit de baai van Kozachia (Kozakken), waar de Zwarte Zeevloot van Rusland is gestationeerd, geëscorteerd door DAI (Road Auto Inspection) voertuigen. Volgens Sjevtsjenko waren 1.500 luchtlandingssoldaten en 400 mariniers - waaronder de 25e Luchtlandingsbrigade, de 1e Marinebrigade, de 831e Anti-sabotage-eenheid en de 2e Marine Spetsnaz - op 20 februari onder bevel van de SBU overgeplaatst voor de antiterroristische operatie.
In de aanloop naar de parlementaire zitting van die dag werd gemeld dat veel leden van de Partij van de Regio's en hun families de hoofdstad waren ontvlucht, waaronder waarnemend minister van Binnenlandse Zaken Zachartsjenko en procureur-generaal Psjonka.
Later lieten Maidan-activisten de militairen van de binnenlandse troepen vrij die ze de vorige dag hadden gevangengenomen. Ondertussen voegde de hele politiemacht van Radechiv zich bij de demonstranten in Kiev.
De veiligheidsdienst van Oekraïne beëindigde officieel de op 19 februari geïntroduceerde 'voorbereidingen voor een antiterreuroperatie'.

#### Akkoord over regeling politieke crisis
Op 21 februari werd een compromis bereikt na urenlange onderhandelingen onder leiding van de bemiddelaars van de Europese Unie en de ministers van Buitenlandse Zaken Radosław Sikorski van Polen, Laurent Fabius van Frankrijk en Frank-Walter Steinmeier van Duitsland. Officieel de "overeenkomst over de regeling van de politieke crisis in Oekraïne" genoemd, maar onofficieel de "overeenkomst van 21 februari", werd deze ondertekend door zowel oppositieleiders als de president na nachtelijke onderhandelingen. De overeengekomen bepalingen omvatten een herstel van de grondwet zoals deze was tussen 2004 en 2010; grondwetshervorming moet tegen september voltooid zijn; vervroegde presidentsverkiezingen uiterlijk in december 2014; een onderzoek naar het geweld onder gezamenlijk toezicht van de administratie, de oppositie en de Raad van Europa; een veto bij het opleggen van een noodtoestand; amnestie voor sinds 17 februari gearresteerde demonstranten; de overgave van openbare gebouwen bezet door demonstranten; de verbeurdverklaring van illegale wapens; "nieuwe kieswetten", en de vorming van een nieuwe centrale kiescommissie. De drie EU-ministers van Buitenlandse Zaken ondertekenden het document als getuigen, maar niet de Russische bemiddelaar Loekin, omdat hij geen mandaat had om een akkoord over de crisis te ondertekenen.
Het 450 zetels tellende parlement stemde unaniem, 386-0, om terug te keren naar de grondwet van 2004, en vervolgens stemden de 450 leden met 332-0 om de waarnemend minister van Binnenlandse Zaken Zachartsjenko te schorsen. Een ander wetsvoorstel bracht wijzigingen aan in het Wetboek van Strafrecht, waardoor Joelia Timosjenko werd vrijgelaten. 310 parlementsleden stemden voor de maatregel, waaronder 54 van de Partij van de Regio's en 32 communisten. Mykola Rudkovsky heeft een wetsvoorstel ingediend om president Janoekovytsj af te zetten. Het Parlement nam laat op de avond ook een resolutie aan waarin alle troepen en politieagenten van het ministerie van Binnenlandse Zaken werden bevolen naar hun kazerne terug te keren.

#### Nasleep

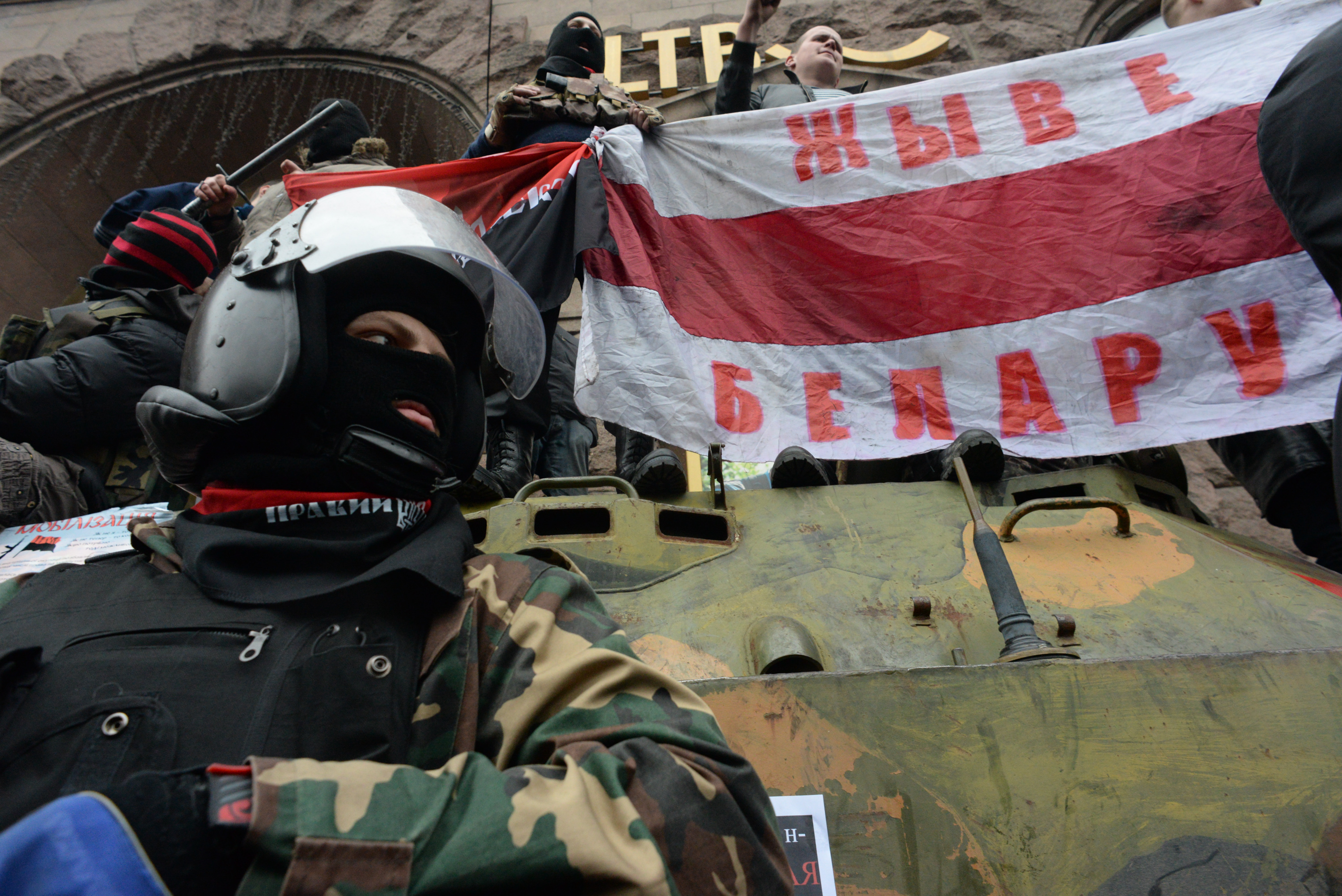
Rechtse Sector activisten staan voor een vlag van de Wit-Russische oppositiebeweging.

De leider van de Rechtse Sector, Dmytro Jarosj, verwierp de overeenkomst en zei: "We moeten het voor de hand liggende concluderen dat het criminele regime de ernst van zijn slechte daden nog niet had beseft." Hij merkte op dat de overeenkomst geen bepalingen bevatte voor de arrestatie van minister van Binnenlandse Zaken Zachartsjenko; het straffen van Berkoet-commandanten die betrokken zouden zijn geweest bij de moord op burgers; de afzetting van de procureur-generaal en de minister van defensie; een verbod op de Partij van de Regio's en de Communistische Partij; en veiligheidsgaranties voor degenen die bij de oppositie betrokken waren. Hij riep op met de "volksrevolutie" door te gaan totdat de macht volledig was weggenomen bij de regeringsautoriteiten. Euromaidan-leider Andrij Parubij drong erop aan dat er zo snel mogelijk verkiezingen zouden worden gehouden en herhaalde dat een van de belangrijkste eisen van de demonstranten het aftreden van president Janoekovytsj was. De protestbeweging AutoMaidan kondigde aan dat het niets minder dan het ontslag van Janoekovytsj zou accepteren.
Vitali Klytsjko verontschuldigde zich bij de menigte op het Onafhankelijkheidsplein nadat hij Janoekovytsj de hand had geschud. Demonstranten daar reageerden op de deal door oppositieleiders uit te jouwen. Activist Volodymyr Parasjoek waarschuwde vanaf het podium dat als Janoekovytsj de volgende dag om 10:00 uur niet aftrad, er een gewapende staatsgreep zou plaatsvinden. Oleh Ljasjko herhaalde de eis en zei: "Of hij neemt ontslag, of we halen hem weg." Buiten Kiev werd later ontdekt dat het zomerhuis van de pro-Russische politicus Viktor Medvedtsjoek in brand was gestoken.
Tegen het einde van de middag waren honderden oproerpolitieagenten die de presidentiële compound en nabijgelegen overheidsgebouwen bewaakten, verdwenen. De Poolse minister van Buitenlandse Zaken Sikorski beschreef de terugtrekking van de troepen als "verbazingwekkend" en merkte op dat dit geen deel uitmaakte van de overeenkomst. De oproerpolitie was 's morgens vroeg begonnen zich terug te trekken uit angst dat de regering van Janoekovytsj de verantwoordelijkheid voor het geweld op hen zou afschuiven, en omdat ze bang waren aangevallen te worden nadat demonstranten op 18 februari tijdens de bezetting ongeveer 1.200 pistolen en kalasjnikov-geweren van de politie hadden gestolen van overheidsgebouwen in Lviv. Het Oekraïense ministerie van Binnenlandse Zaken zat zonder leiderschap. Viceminister van Binnenlandse Zaken Viktor Dubovik beval de oproerpolitie de stad te verlaten, maar het is onduidelijk waar dit bevel vandaan kwam. Oppositielid Serhij Pasjynsky regelde escortes uit de stad voor meer dan 5.000 officieren, troepen van het ministerie van Binnenlandse Zaken en andere speciale troepen. Nadat de oproerpolitie was verdwenen, meldde Andrij Parubij dat de zelfverdediging van Euromaidan vreedzaam de controle had gekregen over Kiev en zijn regeringsgebouwen, en dat het leger de oppositie steunde.
Een nieuwe parlementaire coalitie werd opgericht nadat 28 parlementsleden de fractie van de Partij van de Regio's hadden verlaten. Binnen de resterende factie werd een "groep van 31 afgevaardigden met een speciale positie" gevormd door Serhij Tihipko "om andere parlementsleden van de Partij van de Regio's ervan te overtuigen geleidelijk te stemmen".

### Verwijdering van Janoekovytsj
Op 21 februari hebben president Janoekovytsj en het parlement 22 en 23 februari uitgeroepen tot dagen van rouw "vanwege het verlies van mensenlevens als gevolg van massale ongeregeldheden".
Parlementsvoorzitter Rybak diende op 22 februari zijn ontslag in bij het parlement, wegens ziekte. De verblijfplaats van Janoekovytsj was onbekend, ondanks berichten in de media dat hij naar Charkov was gevlogen (volgens de toenmalige gouverneur van de oblast Charkov, Mychajlo Dobkin, was Janoekovytsj die dag in Charkov). Toertsjynov zei dat de meeste ministers waren verdwenen, waaronder minister van Binnenlandse Zaken Zachartsjenko, die naar verluidt naar Wit-Rusland was gevlucht.
's Middags stemde de Rada met 328-0 om Janoekovytsj van zijn post te verwijderen en om op 25 mei presidentsverkiezingen te houden. Wetgevers kozen toen oppositieleider Oleksandr Toertsjynov als voorzitter van het parlement, handelend president en premier van Oekraïne; deze beslissing was ook in strijd met de grondwet, volgens welke de beschuldigde president zou worden opgevolgd door de premier Serhij Arbuzov.
Toertsjynov beweerde dat Janoekovytsj ermee had ingestemd om af te treden als president, maar na overleg met adviseurs ontkende hij dat en nam zelfs vooraf een ontslagverklaring op. Janoekovytsj zei dat hij niet zou aftreden of het land zou verlaten en noemde de beslissingen van het parlement "illegaal". Hij voegde eraan toe: "De gebeurtenissen waarvan ons land en de hele wereld getuige zijn geweest, zijn een voorbeeld van een staatsgreep", en vergeleek ze met de opkomst van de NSDAP in Duitsland in de jaren dertig.

#### Verdwijning en vervolging
Na de parlementaire procedures om de macht over te dragen aan de nieuwe voorlopige regering, werden procureur-generaal Pshonka en minister van Inkomsten en Plichten Oleksandr Klymenko tegengehouden aan de Russische grens terwijl ze probeerden het land te ontvluchten. Volgens de Staatsgrensdienst probeerde Janoekovytsj ook te vluchten via een chartervlucht vanuit Donetsk, maar werd tegengehouden door grenswachten. De bewakers werden "opgewacht door een groep gewapende mannen die geld aanboden om te vliegen zonder de juiste toestemming". Janoekovytsj vertrok vervolgens met een gepantserde auto en zijn latere verblijfplaats was onbekend. Voormalig minister van Binnenlandse Zaken Zachartsjenko probeerde ook uit Donetsk te vliegen en werd op dezelfde manier teruggestuurd.
Op 23 februari beweerde parlementsafgevaardigde Ljasjko dat Janoekovytsj was gezien op de Russische marinebasis in Sebastopol, terwijl hij zich voorbereidde om het land te ontvluchten aan boord van een Russisch militair schip. Journalist Tetjana Tsjornovol speculeerde dat hij eigenlijk probeerde te vluchten op zijn privéjacht, ook in Sebastopol. Volgens de rechtbankverklaring van een lijfwacht vlogen Janoekovytsj en zijn familie per helikopter van Charkov naar Donetsk en reden vervolgens naar Berdjansk aan de Zee van Azov, vanwaar ze werden overgevlogen met vliegtuigen met Russische militaire markeringen, via twee andere vliegvelden, naar een Russische faciliteit in Jalta, de Krim, verhuisde vervolgens naar de Russische basis in Sebastopol en vertrok laat op 23 februari.
Op 24 februari kondigde waarnemend minister van Binnenlandse Zaken Arsen Avakov aan dat Janoekovytsj op de lijst van meest gezochte personen van het land was geplaatst en dat tegen hem en andere functionarissen "een strafzaak tegen massamoord op burgers is geopend".
Op 25 februari heeft het parlement het Internationaal Strafhof verzocht om hoge Oekraïense functionarissen, waaronder Janoekovytsj, "vast te stellen en voor de rechter te brengen" wegens misdaden tegen de menselijkheid die zijn begaan tijdens "vreedzame protesten van burgers" van 21 november 2013 tot 22 februari 2014. Op dezelfde dag werden Janoekovytsj en Zachartsjenko internationaal gezocht verklaard. Op 20 februari werd een strafrechtelijk onderzoek ingesteld tegen de moorden op Euromaidan-demonstranten. Janoekovytsj; het voormalige hoofd van de presidentiële administratie, Andrij Kljoejev; voormalig procureur-generaal Psjonka; voormalig minister van Binnenlandse Zaken Zachartsjenko; voormalig 
SBU-hoofd Jakymenko; de commandant van de binnenlandse troepen, Stanislav Sjoeljak; en een aantal anderen werden verdachten verklaard in de zaak.

## Nasleep en nieuwe regering
Op 22 februari werd Joelia Tymosjenko vrijgelaten uit de gevangenis en sprak ze meer dan 100.000 mensen toe op het Onafhankelijkheidsplein. Diezelfde dag benoemde het parlement Avakov tot waarnemend minister van Binnenlandse Zaken. Wetgevers hebben Psjonka verdreven als procureur-generaal van Oekraïne in een motie van wantrouwen.
Op 23 februari, de tweede dag van nationale rouw, stemde het parlement voor de afschaffing van de wet op het taalbeleid die de Russische, Roemeense en Hongaarse talen in sommige gebieden de officiële status van regionale talen had gegeven. Deze maatregel werd later echter afgewezen door de waarnemend president, die zei dat hij het wetsvoorstel niet zou ondertekenen totdat er nieuwe wetgeving was ontwikkeld ter bescherming van minderheidstalen. Diezelfde dag ontsloeg het parlement de minister van Buitenlandse Zaken Leonid Kozjara, de minister van Volksgezondheid Raisa Bogatyrova en de minister van Onderwijs Dmytro Tabatsjnyk en nationaliseerde het privélandgoed van Janoekovytsj, Mezjyhirja. Er werden dwangbevelen uitgevaardigd tegen voormalig minister van Inkomen Klymenko en voormalig procureur-generaal Pshonka. Het Parlement nam ook amendementen aan die zijn bevoegdheid om rechters te benoemen en te ontslaan, die tot de Hoge Raad van Justitie behoorden, herstelden.
Kiev Metro werd weer volledig operationeel, inclusief de heropening van het Majdan Nezalezjnosti metrostation op 24 februari.
Op 24 februari heeft het parlement de minister van Sociaal Beleid Natalia Korolevska en de minister van Cultuur Leonid Novochatko ontslagen; het ontsloeg ook Ihor Sorkin als gouverneur van de Nationale Bank van Oekraïne en verving hem door Stepan Kubiv. Diezelfde dag benoemde het Valentyn Nalyvajtsjenko tot hoofd van de veiligheidsdienst van Oekraïne na het ontslag van Oleksandr Jakymenko. Ondertussen verklaarde de leider van de partij van de Regio's, Oleksandr Jefremov, dat de partij in de oppositie optrad. Zevenenzeventig van zijn parlementsleden hadden de fractie de afgelopen dagen verlaten.
Op dinsdag 25 februari riep waarnemend president Toertsjynov op tot de vorming van een regering van nationale eenheid tegen donderdag. (Twee dagen eerder had hij gevraagd om de vorming van een dergelijke regering tegen dinsdag). afgevaardigden, voornamelijk voormalige leden van de Partij van de Regio's, richtten de Economische Ontwikkelingsfactie op.
Op 26 februari nam Toertsjynov de taken van de opperbevelhebber van de Oekraïense strijdkrachten op zich.
Op 27 februari 2014 werd de eerste Jatsenjoek-regering gevormd onder leiding van Arseni Jatsenjoek. Het kabinet werd gevormd als een coalitie van de partijen Batkivsjtsjyna, UDAR en Svoboda en de parlementaire fracties Economische Ontwikkeling en Soeverein Europees Oekraïne en andere onafhankelijke parlementsleden.

#### Juridische ontwikkelingen
Op 24 februari besloot het parlement alle politieke gevangenen vrij te laten, inclusief de vader en zoon in de Pavlytsjenko-strafzaak uit 2011, en beëindigde het de bevoegdheden van vijf rechters van het Grondwettelijk Hof van Oekraïne, benoemd uit het parlementaire quotum, wegens het schenden van hun eed. Wetgevers boden om dezelfde reden ook aan om twee rechters te ontslaan die waren benoemd door de president van Oekraïne, en riepen de Raad van rechters van Oekraïne op om binnen drie dagen een buitengewoon congres bijeen te roepen om te overwegen vijf door de raad benoemde rechters van het Grondwettelijk Hof te ontslaan. In dezelfde resolutie droeg het parlement de procureur-generaal van Oekraïne op om strafvervolging in te stellen tegen alle rechters die op 30 september 2010, naar de mening van de Volksafgevaardigden van Oekraïne, zich schuldig hadden gemaakt aan het aannemen van een beslissing van het Grondwettelijk Hof van Oekraïne (nr. 20-rp/2010) over de procedure voor het invoeren van grondwetswijzigingen. Op 27 februari stuurden rechters van het Grondwettelijk Hof een brief aan Europese organisaties, internationale organisaties en mensenrechteninstellingen waarin ze de grondwettigheid van de parlementaire resolutie in twijfel trekken.
Op 27 februari werd Janoekovytsj ervan beschuldigd 70 miljard dollar uit de staatsbegroting te hebben gestolen.
De veiligheidsdienst van Oekraïne heeft de voormalige chef van de contraspionage dienst, Volodymyr Byk gearresteerd. Op 3 juli 2014 werd oud-premier Mykola Azarov op de internationale lijst van gezochte personen geplaatst wegens vermeend machtsmisbruik.

#### Persconferentie van Janoekovytsj en Russische reactie
Op 28 februari woonde Janoekovytsj een persconferentie bij in het zuiden van Rusland en beantwoordde hij vragen van voornamelijk Russische verslaggevers. Hij zei dat de vervroegde presidentsverkiezingen die gepland waren voor eind mei onwettig waren en dat hij "er niet aan zou deelnemen". Hij zei ook dat hoewel het akkoord van 21 februari de situatie had kunnen kalmeren, de oppositie er niet mee had ingestemd.
Rusland beschouwde de omverwerping van Janoekovytsj als een illegale staatsgreep (en een "militaire machtsovername") en erkende de interim-regering niet.
Op 1 maart keurde het Russische parlement een verzoek van president Vladimir Poetin goed om Russische troepen naar Oekraïne te sturen.
Op 24 maart 2014 verklaarde Poetin, verwijzend naar de Oekraïense presidentsverkiezingen van 2014: "We zullen de keuze van het Oekraïense volk respecteren en zullen samenwerken met de autoriteiten die op basis van deze verkiezingen zijn gevormd."

### Censuur
Op 11 maart 2014 droeg de Oekraïense Nationale Raad voor TV en Radio-omroep alle kabelexploitanten op te stoppen met het uitzenden van een aantal Russische zenders, waaronder de internationale versies van de belangrijkste door de staat gecontroleerde zenders - Rossiya 1, Channel One en NTV - evenals Rossiya 24.

### Lustratie

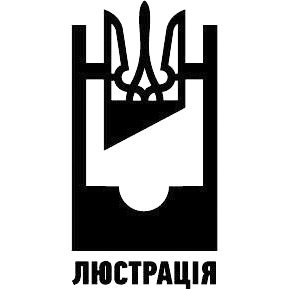
Logo van het comité voor lustratie

Op 26 februari werd Ehor Sobolev voorgedragen om de Commissie lustratie in de nieuwe regering van Jatsenjoek te leiden. Maanden later, op 14 augustus 2014, nam het parlement een wetsvoorstel aan dat "procedures vastlegt voor het uitvoeren van controles van regeringsfunctionarissen en mensen die voor een regeringsfunctie zijn genomineerd met als doel te beslissen of zij voldoen aan bepaalde criteria voor het bekleden van een relevante functie".
De wet op de zuivering, die de meeste functionarissen die in de regering van Viktor Janoekovytsj hadden gewerkt, van de regering uitsloot, trof tot een miljoen mensen. Volodymyr Javorsky van de Kharkiv Human Rights Protection Group noemde het "onredelijk" en een "ernstige, systematische schending van de mensenrechten" - onder andere omdat het betekende dat te veel mensen hun baan zouden verliezen, inclusief ambtenaren die niet gemakkelijk konden worden vervangen.

### Ontbinding van de Berkoet
Op 25 februari ondertekende waarnemend minister van Binnenlandse Zaken Avakov een decreet dat de Oekraïense oproer-politie de Berkoet ontbond. In maart kondigde Rusland aan dat de Krim-Berkoet haar naam zou behouden, omdat ze werd opgenomen in het Russische ministerie van Binnenlandse Zaken.

### Protesten tegen de nieuwe regering
Volgens Cathy Young vielen tijdens de Anti-maidan-protesten tegen de revolutie straatposters, internetposts en zelfs toespraken op bijeenkomsten de nieuwe regering aan als een "joodse kliek" die Oekraïners wilde gebruiken om de belangen van rijke joden te verdedigen, en beeldden ze de revolutie af als een "zionistische staatsgreep." 

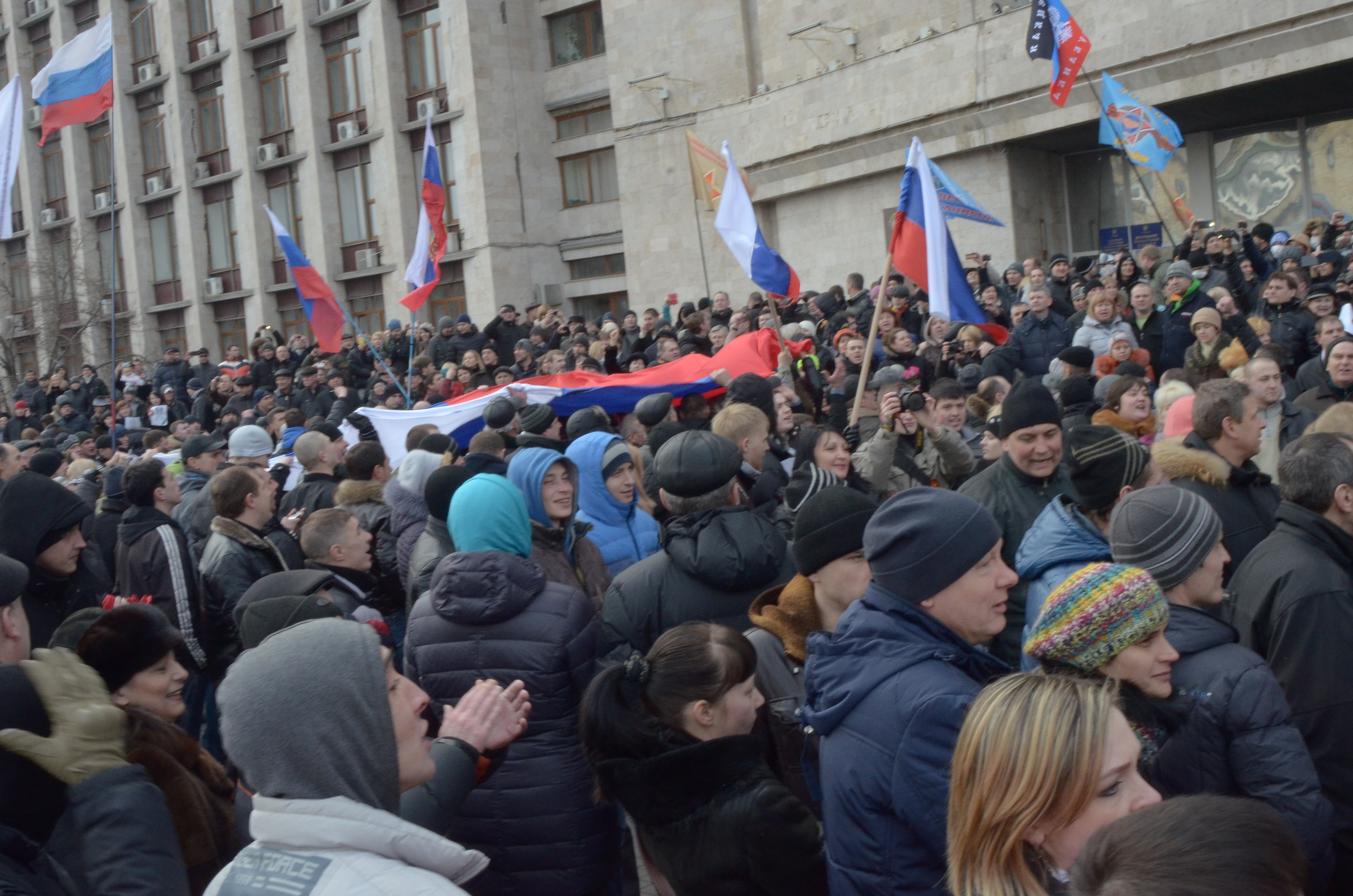
Pro-Russische demonstranten in Donetsk, 1 maart 2014.

#### Zuid- en Oost-Oekraïne
De pro-Russische Oekraïense Front-organisatie had op 22 februari een ontmoeting met vertegenwoordigers uit Zuid- en Oost-Oekraïne. Andrij Kljoejev, een organisator van het evenement, zei dat de groep van plan was om de federalisering van het land in semiautonome regio's te bespreken. Na het akkoord met de oppositie en de door het parlement aangenomen maatregelen, vloog Janoekovytsj van Kiev naar Charkov om het Oekraïense Frontcongres bij te wonen; bronnen gaven aan dat Berkoet-troepen zich in afwachting van de gebeurtenis hadden verzameld in Charkov. Zoals Joerij Loetsenko meldde, opende de SBU op 22 februari na middernacht een strafrechtelijke procedure tegen gouverneur Mychajlo Dobkin van Charkov en burgemeester Hennadij Kernes wegens het pleiten voor separatisme.
Op het congres van de zuidelijke en oostelijke regio's in Charkov op 22 februari hebben de afgevaardigden een resolutie aangenomen waarin ze verklaarden dat ze bereid waren de verantwoordelijkheid op zich te nemen voor de bescherming van de constitutionele orde op hun grondgebied. Ze verklaarden dat de recente gebeurtenissen in Kiev de centrale regering hadden verlamd en het land hadden gedestabiliseerd. Het ministerie van Binnenlandse Zaken meldde dat gouverneur Dobkin en burgemeester Kernes vervolgens naar Rusland vluchtten.

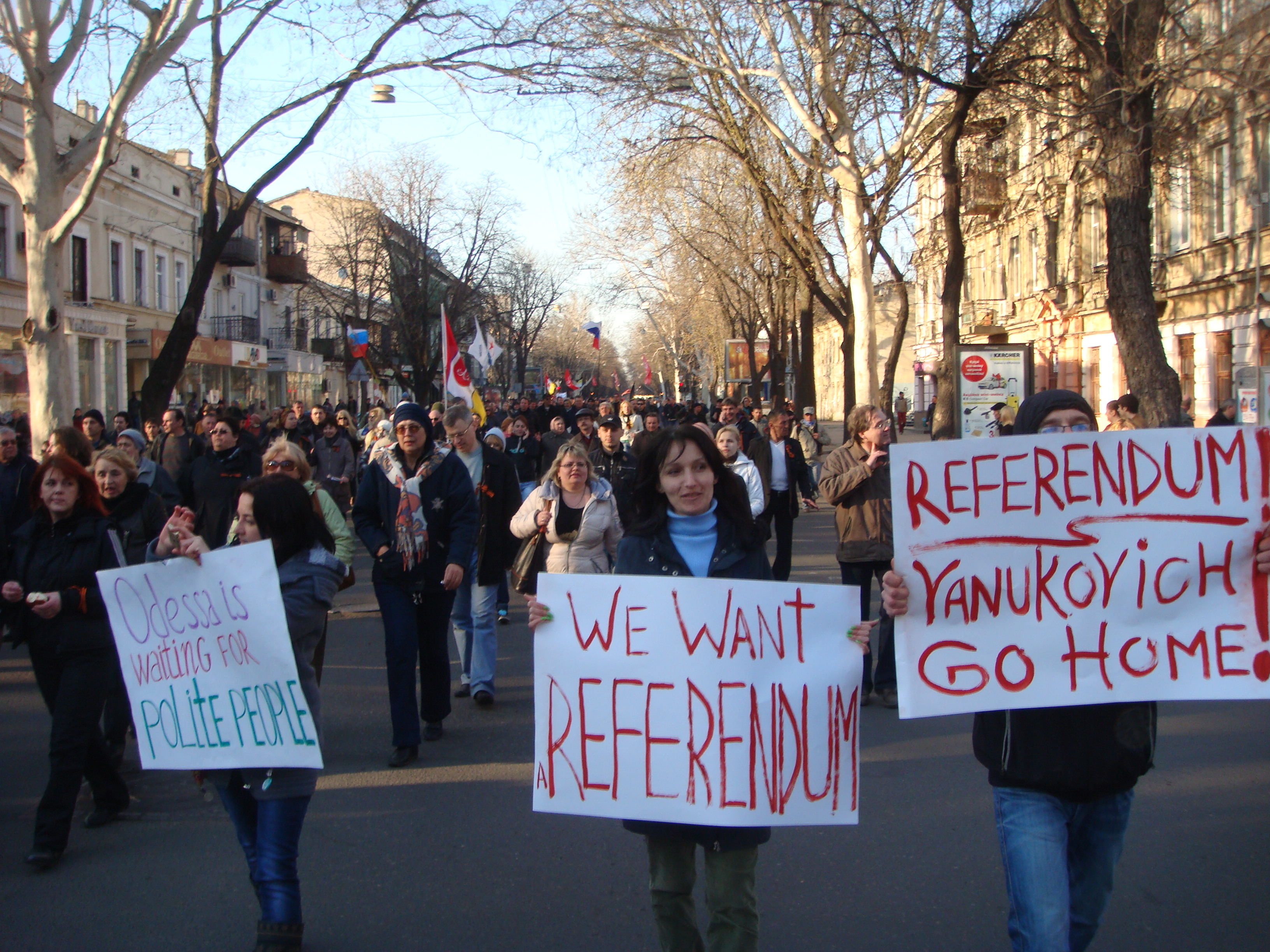
Pro-Russische activisten marcheren in de straten van Odessa, 30 maart 2014.

Op 23 februari nam het parlement een wetsvoorstel aan om de wet op minderheidstalen in te trekken. Als het door de president werd ondertekend, zou het Russisch hebben ontheven als een minderheidstaal van Oekraïne, hoewel regio's zoals de Krim worden bevolkt door een Russisch sprekende meerderheid. De Christian Science Monitor meldde dat het wetsvoorstel "alleen Russischsprekende regio's woedend maakte, die de stap zagen als meer bewijs dat de anti-regeringsprotesten in Kiev die de regering van Janoekovytsj ten val brachten, van plan waren aan te dringen op een nationalistische agenda." Waarnemend president Toertsjynov sprak zijn veto uit over het wetsvoorstel op 28 februari.
Eveneens op 23 februari braken er botsingen uit in Charkov tussen duizenden even grote pro- en anti-regeringsdemonstraties, en burgemeester Kernes werd de toegang tot het gemeentehuis ontzegd. Pro-Russische demonstranten hielden de wacht bij het standbeeld van Vladimir Lenin in het stadscentrum, maar het plaatsvervangend hoofd van de regionale staatsadministratie kondigde aan dat de stad het standbeeld op 25 februari zou ontmantelen.
Op 24 februari kondigde waarnemend minister van Binnenlandse Zaken Avakov aan dat er een strafzaak was gestart tegen Jevhen Zjylin, leider van de in Charkov gevestigde anti-maidan-organisatie Oplot.
Op 1 maart protesteerden duizenden mensen in Charkov, Donetsk, Simferopol, Odessa, Loehansk, Melitopol, Jevpatorija, Kertsj en Marioepol tegen de nieuwe regering. Uit openbare enquêtes in april bleek dat de meeste mensen in de oostelijke regio's van Oekraïne alle overheidsniveaus als onwettig beschouwden. De helft van de respondenten was van mening dat president Oleksandr Toertsjynov zijn functie "illegaal bekleedde". Ongeveer de helft had de zelfde mening over de centrale regering onder leiding van premier Arseni Jatsenjoek. Bijna 70% was het er echter mee eens dat Janoekovytsj ook niet de wettelijke president van het land was.

#### Annexatie van de Krim
Na de Maidan-revolutie begon een afscheidingscrisis op de Autonome republiek van de Krim. Op 1 maart 2014 verzocht Janoekovytsj, president Poetin van Rusland, schriftelijk om strijdkrachten te sturen "om legitimiteit, vrede, recht en orde, stabiliteit en de verdediging van de bevolking van Oekraïne te vestigen". Diezelfde dag vroeg Poetin toestemming van het Russische parlement om troepen in te zetten in Oekraïne als reactie op de crisis. Hij kreeg die toestemming, waarop Russische troepen zich mobiliseerden in heel de Krim en in het zuidoosten van Oekraïne. Op 2 maart hadden Russische troepen de volledige controle over de Krim. Op 18 maart 2014 nam Rusland de Krim formeel op als twee Russische federale delen: de Republiek van de Krim en de federale stad Sebastopol.

### Vernieling van Sovjet-monumenten
Het monument voor de Russische veldmaarschalk Michail Koetoezov werd gesloopt in de stad Brody in het westen van Oekraïne. De militante groep Rechtse Sector kreeg de schuld van een groot deel van de vernieling. Bovendien werd een standbeeld ter ere van Sovjetsoldaten verwijderd uit de westelijke Oekraïense stad Stryj. Begin december 2013 beschilderden onbekende activisten gedeeltelijk in rood en zwart (vergelijkbaar met de vlag van het nationalistische Oekraïense Opstandelingenleger) een standbeeld ter ere van de arbeiders van de Arsenal-fabriek in Kiev die in 1918 stierven. Op 28 februari werd een monument gewijd aan de Sovjet-Unie troepen die vochten in de Tweede Wereldoorlog en een leger dat was toegewijd aan Sovjetsoldaten die vochten in Afghanistan, beide in de stad Dnipro, werden vernield en beschilderd met nationalistische leuzen. Op zijn Engelstalige Twitter-account beschreef het Russische ministerie van Buitenlandse Zaken het aanvallen van door Rusland en de Sovjet-Unie gebouwde monumenten als "Russofoob vandalisme" en een "schandaal", en eiste dat het zou worden gestopt.

### Economie
In mei 2014 betaalde het Internationaal Monetair Fonds (IMF) 3,2 miljard dollar uit om Oekraïne te stabiliseren. De Europese Unie eiste van Oekraïne dat het dit hulppakket van het IMF bemachtigde om ongeveer 1,6 miljard euro te verkrijgen die werd toegezegd in het kader van de onlangs ondertekende associatieovereenkomst tussen de Europese Unie en Oekraïne.

### Sport
Op 19 februari 2014 kondigde de UEFA aan dat het had besloten om de locatie van de UEFA Europa League-ronde van 2013/14 tussen FC Dynamo Kiev en Valencia CF te wijzigen van het Olympisch Stadion in Kiev naar het GSP-stadion in Nicosia, Cyprus, vanwege de rellen in Kiev.
FC Dynamo Kiev en de andere clubs die deelnamen aan de Europa League hielden voor de wedstrijd een minuut stilte voor de slachtoffers in Kiev, en de atleten speelden met rouwarmbanden.
Op 25 februari werden de daaropvolgende wedstrijden van de Oekraïense Basketbal Super Liga 2013/14 uitgesteld. Op 26 februari werd het tweede deel van de Oekraïense Premier League 2013/14 opgeschort vanwege de situatie in het land.
Op 3 maart werd een geplande vriendschappelijke wedstrijd tussen de Verenigde Staten en Oekraïne in Charkov verplaatst naar Nicosia vanwege veiligheidsproblemen met betrekking tot mogelijke instabiliteit in de oblast Charkov.
Drie HK Donbass Donetsk Kontinental Hockey League play-off thuiswedstrijden werden verplaatst van de Droezjba Arena in Donetsk naar Slovnaft Arena in de Slowaakse hoofdstad Bratislava, Slowakije. Na het spelen van Game 7 van hun eerste ronde serie tegen Dinamo Riga en Games 3 en 4 in de tweede ronde tegen Lev Praha in Bratislava, keerde het team terug naar Donetsk voor de zesde wedstrijd van de serie tegen Lev Praha.

### Publieke opinie
Uit een onderzoek van december 2016 door het Internationale Sociologie Instituut van Kiev bleek dat 34 procent van de respondenten in het door de regering gecontroleerde Oekraïne de machtswisseling beschouwde als een "illegale gewapende staatsgreep", terwijl 56 procent het als een "volksrevolutie" beschouwde.

### Ondertekening van de associatieovereenkomst tussen de Europese Unie en Oekraïne
De eerste regering van Jatsenjoek ondertekende op 21 maart 2014 de associatieovereenkomst tussen de Europese Unie en Oekraïne, de handelsovereenkomst werd na de presidentsverkiezingen in mei 2014 ondertekend.

### Zelfmoord van voormalige ambtenaren
Na Euromaidan bleken acht voormalige functionarissen die banden hadden met de Partij van de Regio's van Janoekovytsj zelfmoord te hebben gepleegd. Toen Newsweek in de zomer van 2015 het Openbaar Ministerie benaderde over de doden, antwoordde het kantoor aanvankelijk dat alle informatie over hen staatsgeheim was. Het parket zei later dat vier van de doden werden onderzocht als moorden; een verdachte werd ook beschuldigd van moord in een vijfde zaak, de dood van aanklager Sergei Melnysjoek.

## Slachtoffers
Na de eerste dag van de gewelddadige confrontaties werden 26 doden gemeld: 16 demonstranten en 10 politieagenten. Onder degenen die in het ziekenhuis werden opgenomen, waren drie minderjarigen, vijf journalisten en 79 politieagenten. Volgens Olga Bogomolets, een geëerde arts uit Oekraïne, "richtten sluipschutters op hart, longen en nek".

### Sterfgevallen

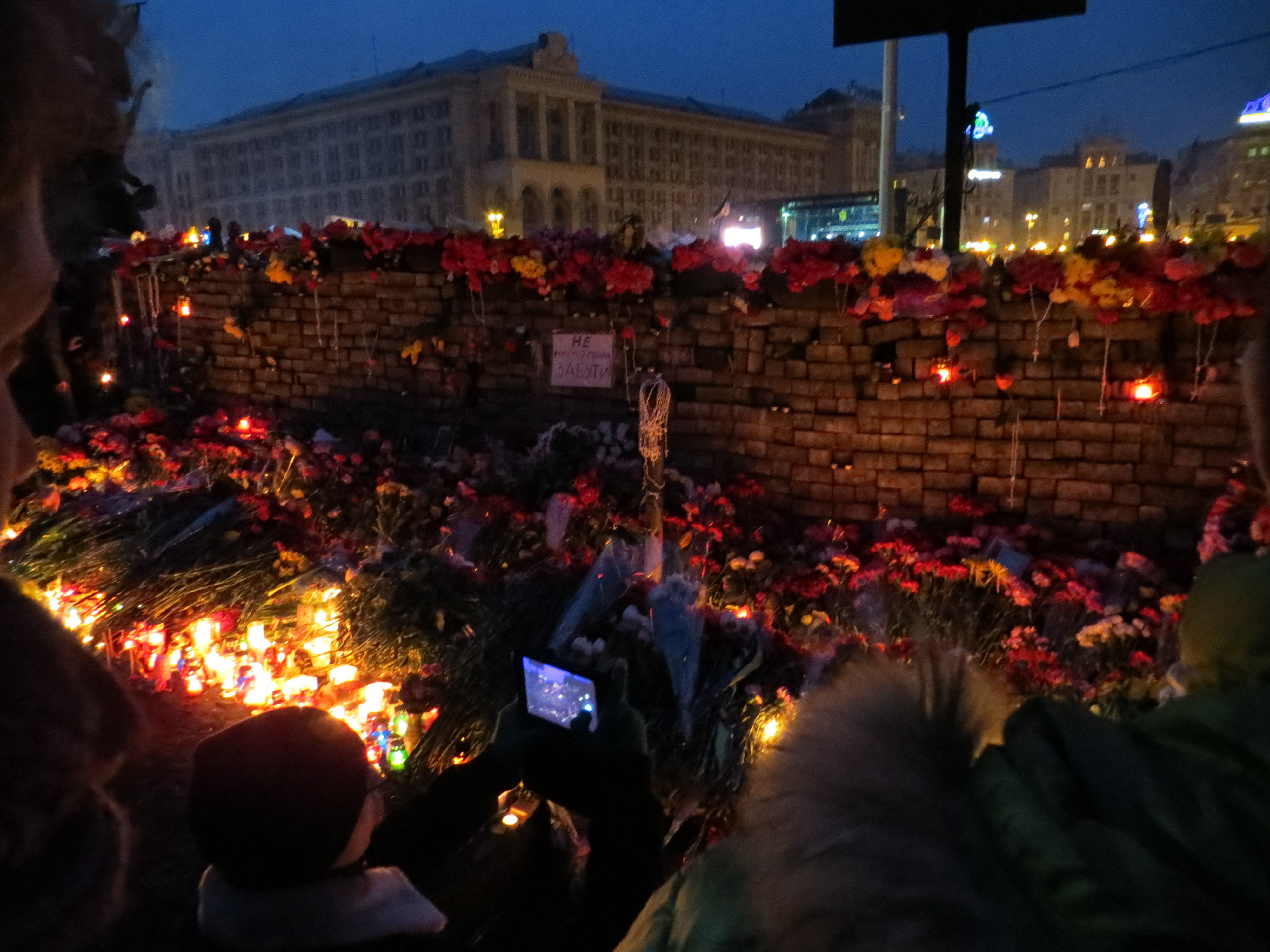
Herdenkingsdienst in Kiev

Van 18 tot 19 februari was het officiële dodental volgens het ministerie van Gezondheidszorg 28, van wie 10 politie- en Berkoet-agenten.
Op 20 februari om 13:00 uur waren minstens 34 andere demonstranten dodelijk neergeschoten door de politie, waarbij verslaggevers de lichamen verifieerden (15 in het Kozatsky Hotel, 12 in Hotel Oekraïne, 7 bij het centrale postkantoor). In de vroege namiddag meldden journalisten van de Kiev Post nog eens acht lichamen in de Chresjtsjatykstraat. Volgens de coördinator van de medische dienst op het Onafhankelijkheidsplein, Oleh Moesij, waren op 20 februari om 17:30 uur tussen de 70 en 100 demonstranten gedood. Ondertussen meldde het stadsbestuur van Kiev 67 doden op basis van het aantal lichamen dat voor forensisch onderzoek werd afgeleverd. Het ministerie van Gezondheidszorg meldde 75 doden sinds het begin van het conflict.
Volgens een rapport uit mei 2016 van OHCHR waren er in januari 2014 vier demonstranten gedood tijdens de protesten. En leidden de dodelijkste confrontaties, op 18 en 20 februari 2014 tot de dood van 103 demonstranten en 13 politieagenten, en de verwonding van vele anderen.

#### Orde van de Helden van de Hemelse Honderd
De Orde van de Helden van de Hemelse Honderd werd op 1 juli 2014 ingesteld onder president Petro Porosjenko en kan worden verleend voor erkenning van burgermoed, patriottisme, het verdedigen van de constitutionele principes van de democratie, liefdadige, humanistische of maatschappelijke activiteit in Oekraïne en onbaatzuchtige diensten ten gunste van het Oekraïense volk getoond tijdens Euromaidan en de Revolutie van de Waardigheid (november 2013-februari 2014) en andere gebeurtenissen die verband houden met de bescherming van de onafhankelijkheid, soevereiniteit en territoriale integriteit van Oekraïne. De orde kent een enkele graad.
De orde is vernoemd naar de meer dan 100 dodelijke slachtoffers die vielen voor en tijdens de Revolutie van de Waardigheid. Deze slachtoffers worden ook wel de "Helden van de Hemelse Honderd" genoemd, waarvoor het Slavische woord sotnja wordt gebruikt dat zowel honderdtal als compagnie betekent.

### Speculatie over sluipschutters
CNN meldde dat functionarissen een telefoongesprek hadden onderschept tussen minister van Buitenlandse Zaken Urmas Paet van Estland en Hoge Vertegenwoordiger van de Unie voor Buitenlandse Zaken en Veiligheidsbeleid Catherine Ashton, waarin Paet een doktersverklaring doorgaf waarin stond dat de sluipschuttersmoorden op demonstranten en Berkoet-troepen waren gepleegd door de zelfde mensen. Paet beweerde later dat hij niet had gesuggereerd dat de oppositie erbij betrokken was, maar alleen de inhoud van de doktersverklaring had doorgegeven. Olga Bogomolets, de arts die beweerde dat demonstranten en Berkoet-troepen uit dezelfde bron onder vuur waren komen te liggen, zei dat ze een dergelijke bewering niet had gedaan aan de heer Paet; dat ze niet had gesuggereerd dat de oppositie betrokken was bij de moorden; en dat de regering haar had laten weten dat er een onderzoek gaande was.
Hennadij Moskal - een voormalig plaatsvervangend hoofd van de belangrijkste veiligheidsdienst van Oekraïne, de SBU, en van het ministerie van Binnenlandse Zaken (BIZA) - suggereerde in een interview gepubliceerd in de Oekraïense krant Dzerkalo Tizjnja dat sluipschutters van de BIZA en SBU, en niet buitenlandse agenten, verantwoordelijk waren voor de schietpartijen en hadden gehandeld volgens rampenplannen die dateren uit de Sovjettijd. Hij zei: "Bovendien kregen sluipschutters het bevel om niet alleen demonstranten neer te schieten, maar ook politiediensten. Dit werd allemaal gedaan om het conflict te laten escaleren en om de politie-operatie op het Maidan te rechtvaardigen."
Hij suggereerde verder dat de huidige minister van binnenlandse zaken, Avakov, en de voorzitter van de SBU, Nalivajtsjenko, het personeel zouden beschermen dat de moorden heeft gepland en uitgevoerd, om terugslag tegen het ministerie en prestigeverlies te voorkomen. Avakov zei dat het conflict was uitgelokt door een "niet-Oekraïense" derde partij en dat er een onderzoek gaande was.
Op 31 maart 2014 publiceerde The Daily Beast foto's en video's waaruit bleek dat de sluipschutters leden waren van de "antiterroristische" Alpha-eenheid van de SBU die in Rusland was opgeleid. De media suggereerden dat het niet de Oekraïense oproerpolitie was die op de demonstranten heeft geschoten, zoals eerder werd aangenomen, hoewel de leden van het Alpha-team Oekraïense burgers zijn.

## Buitenlandse betrokkenheid

### Russische betrokkenheid

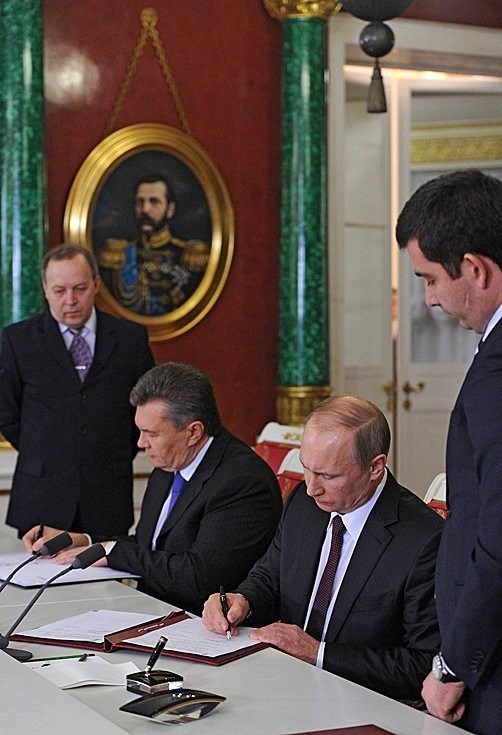
17 December 2013, Oekraïens-Russische actie plan

De perceptie dat Janoekovytsj probeerde nauwere banden met Rusland aan te knopen, speelde een grote rol bij de protesten. Janoekovytsj accepteerde 'bail-out'-geld - $2 miljard uit een pakket van $15 miljard - uit Rusland, en dit werd geïnterpreteerd als een teken dat hij nauwe banden met Vladimir Poetin zou zoeken. Russische functionarissen hadden de Oekraïense regering onder druk gezet om resolute actie te ondernemen om de protesten neer te slaan, en de politie-aanval op Euromaidan-demonstranten werd bevolen uren nadat de $2 miljard uit Rusland was overgemaakt. Verschillende ministers uit heel Europa gaven Rusland de schuld voor het verergeren van het geweld.
In een interview op 20 februari zei een gepensioneerde kolonel van de belangrijkste inlichtingendienst van Rusland (GROe), Aleksandr Musienko, dat het conflict alleen met geweld kon worden opgelost en dat Oekraïne had bewezen dat het niet kon bestaan als een onafhankelijke, soevereine staat. Volgens overheidsdocumenten die zijn vrijgegeven door de Oekraïense voormalige onderminister van Binnenlandse Zaken Hennadij Moskal, dienden Russische functionarissen als adviseurs bij de operaties tegen demonstranten. De operaties, met de codenamen "Wave" en "Boomerang", omvatten de inzet van sluipschutters om menigten uiteen te drijven en het hoofdkwartier van de demonstranten in het Vakbondsgebouw te veroveren. Voordat enkele politieagenten overliepen, omvatten de plannen de inzet van 22.000 gecombineerde veiligheidstroepen in Kiev. Volgens de documenten verbleef de voormalige eerste plaatsvervanger van de Russische GROe in het Kiev Hotel, speelde hij een belangrijke rol bij de voorbereidingen en werd hij betaald door de veiligheidsdiensten van Oekraïne. Volgens Reuters kon de authenticiteit van de documenten niet worden bevestigd. Minister van Binnenlandse Zaken Avakov zei dat het conflict was uitgelokt door een "niet-Oekraïense" derde partij en dat er een onderzoek gaande was.
Op 21 februari deed Janoekovytsj, na een mislukt politieoptreden waarbij 100 mensen omkwamen, enkele concessies. In reactie daarop zei premier Dmitri Medvedev van Rusland dat Janoekovytsj zich niet meer als een "deurmat" moest gedragen en dat verdere afbetalingen van leningen zouden worden ingehouden. Een Russische politiek adviseur, Sergey Markov, zei: "Rusland zal alles doen wat wettelijk is toegestaan om te voorkomen dat de oppositie aan de macht komt." Op 24 februari gaf het Russische ministerie van Buitenlandse Zaken een verklaring af waarin de Oekraïners werden aangespoord om "op te treden tegen de extremisten die proberen aan de macht te komen", en Medvedev weigerde de voorlopige regering van Oekraïne als legitiem te erkennen.
Tijdens een persconferentie op 3 april 2014 hadden de nieuwe minister van Binnenlandse Zaken, de hoofdaanklager en de hoogste veiligheidschef van Oekraïne meer dan 30 agenten van de Russische Federale Veiligheidsdienst (FSB) betrokken bij het hardhandig optreden tegen demonstranten en hadden de agenten grote hoeveelheden explosieven naar een luchthaven in de buurt van Kiev gevlogen. Valentyn Nalyvajtsjenko, het interim-hoofd van de Veiligheidsdienst van Oekraïne (SBU), zei dat de Russische agenten tijdens de Euromaidan-protesten in Kiev waren gestationeerd, dat ze "staatstelecommunicatie" hadden gekregen terwijl ze in een SBU-complex verbleven en regelmatig contact hadden gehouden met Oekraïense veiligheidsfunctionarissen. "We hebben gegronde redenen om aan te nemen dat juist deze groepen die zich op een SBU-oefenterrein bevonden, deelnamen aan de planning en uitvoering van activiteiten van deze zogenaamde antiterroristische operatie", zei Nalyvajtsjenko. Onderzoekers, voegde hij eraan toe, hadden vastgesteld dat de SBU-chef van Janoekovytsj, Jakymenko, die later het land ontvluchtte, rapporten had ontvangen van Russische FSB-agenten die in Oekraïne waren gestationeerd, en dat Jakymenko verschillende briefings met de agenten had gehouden. De FSB verwierp deze beweringen als "ongegronde beschuldigingen" en weigerde verder commentaar te geven.

### Betrokkenheid van de Verenigde Staten
In december 2013 bezocht de Republikeinse senator John McCain in gezelschap van de democratische senator Chris Murphy, Arseni Jatsenjoek en Oleh Tjahnybok en sprak later de menigte toe:
"Oekraïne zal Europa beter maken en Europa zal Oekraïne beter maken, we zijn hier om uw rechtvaardige zaak te steunen, het soevereine recht van Oekraïne om zijn eigen lot vrij en onafhankelijkheid te bepalen. En het lot dat jullie zoeken ligt in Europa. Wat proberen hier een vreedzame overgang tot stand te brengen, die het geweld zou stoppen en het Oekraïense volk zou geven wat ze helaas niet hebben gehad, met verschillende revoluties die hebben plaatsgevonden – een echte samenleving. Dit is een volksrevolutie hier – het is vreedzaam geweest, behalve toen de regering ze probeerde neer te halen, en de regering heeft dat sindsdien niet meer geprobeerd. Ik prijs hun vermogen en hun verlangen om vreedzaam te demonstreren voor verandering die ze volgens mij verdienen. Deze mensen houden van de Verenigde Staten van Amerika, ze houden van vrijheid – en ik denk dat je dit niet anders kunt zien dan onze traditionele steun aan mensen die een vrije en democratische samenleving nastreven."
In een opgenomen telefoongesprek dat op 4 februari was uitgelekt, was te horen dat adjunct-staatssecretaris Victoria Nuland en de Amerikaanse ambassadeur in Oekraïne, Geoffrey Pyatt, hun wensen bespraken voor een overgang naar een interim-regering in Oekraïne, en in het bijzonder de rollen waarin ze hoopten de prominente oppositieleiders te zien:
Nuland: "Ik vind niet dat Klitsch (Vitali Klytsjko) de regering in moet. Ik vind het niet nodig, ik vind het geen goed idee."
Pyatt: "Laat hem gewoon buiten blijven en zijn politieke huiswerk maken en zo."

Nuland: "Ik denk dat Jats (Arseni Jatsenjoek) de man is die de economische ervaring en de bestuurlijke ervaring heeft. Ik denk gewoon dat als Klitsch naar binnen gaat... hij zal op dat niveau werken voor Jatsenjoek, het gaat gewoon niet werken. We willen proberen om iemand met een internationale persoonlijkheid hierheen te laten komen en dit ding te helpen 'verloskundigen'."
Nuland zei in hetzelfde gesprek: "Fuck the EU", met minachting verwijzend naar de langzaam verlopende Europese inspanningen om de politieke verlamming en een dreigende fiscale crisis in Oekraïne aan te pakken.